# Dwanaście prac Heraklesa

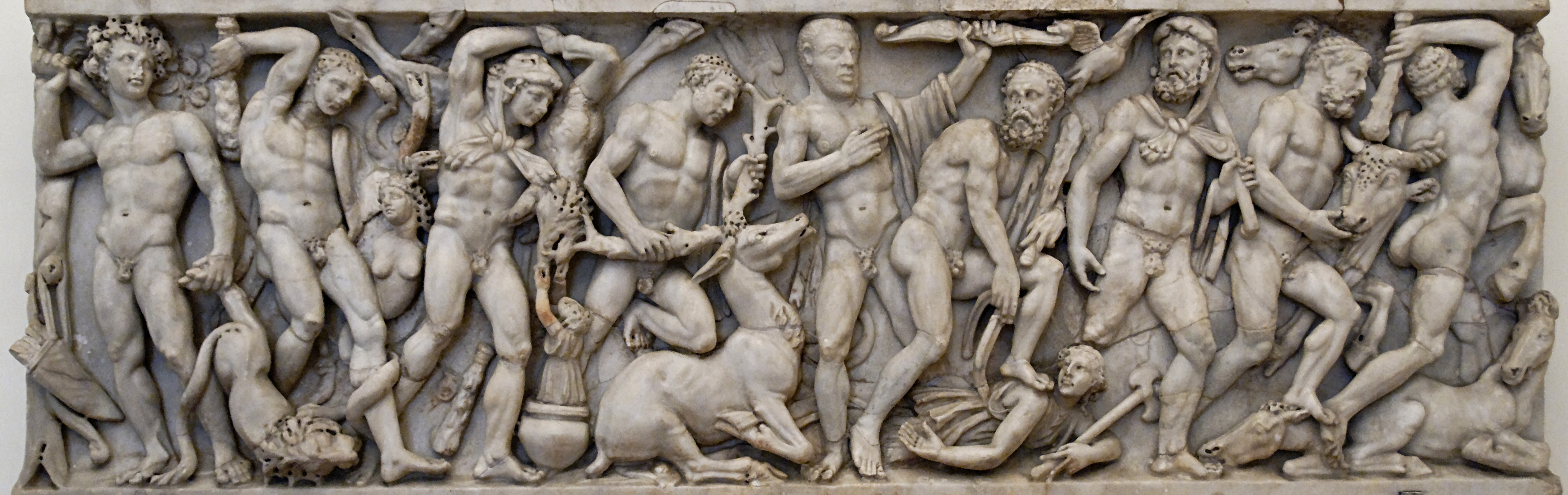
Rzymska płaskorzeźba z III w. n. e. przedstawiająca część z 12 prac Herkulesa

Dwanaście prac Heraklesa (także dwanaście prac Herkulesa) – kara nałożona przez wyrocznię delficką na herosa Heraklesa (w mitologii rzymskiej występuje jako Herkules), za wymordowanie przez niego własnej rodziny. Zadania te miały przewyższać siły jednego człowieka. Herakles miał wykonać dziesięć takich prac, ale dwie nie zostały zaliczone, więc ich ostateczna liczba wyniosła dwanaście.
Pierwszym świadectwem przekazującym treść tego mitu jest cykl płaskorzeźb na dwunastu metopach w świątyni Zeusa w Olimpii. Czas powstania kamiennego dokumentu ocenia się na około 470 rok p.n.e. W źródłach starożytnych prace wymieniane są w różnej kolejności.

## Geneza prac
Hera, nienawidząca Heraklesa (Herakles był owocem zdrady Zeusa i Alkmeny), zesłała na niego obłęd, sprawiając, że patrząc na swoją żonę Megarę oraz dzieci, widział w nich swych największych wrogów. Podczas jednego z obrzędów oczy Heraklesa nabiegły krwią. Wyjął strzałę z kołczanu i wymierzył w swoich synów. Z dramatu Herakles (971–976) Eurypidesa: 

...Nieprzytomni, biegną, tu, tam do sukni przerażonej matki, jeden, a drugi chce się skryć za filar, trzeci jak pisklę drży w cieniu ołtarza. „Ojcze, co czynisz?” – krzyczy matka. – „Dzieci zabijasz!” krzyczy zgromadzona reszta...

Herakles nie zważa na wołania i zaślepiony swoim gniewem goni jednego ze swych synów wokół kolumny i wbija mu sztylet w serce. Drugiemu, schowanemu za ołtarzem, rozbija głowę kijem, gdy ten tuli się do jego nóg. Z trzecim dzieckiem Megara ucieka z pałacu i zatrzaskuje za sobą drzwi. Te jednak zostają wyważone i opętany zabija jedną strzałą i Megarę, i dziecko na jej rękach. Powstrzymuje go Atena gotowa do boju. Rzuca w Heraklesa wielkim kamieniem. Heros upada i zostaje przywiązany do wcześniej zwalonej kolumny. Po obudzeniu się widzi, co uczynił i pragnie popełnić samobójstwo. Zostaje jednak powstrzymany przez Tezeusza i przymuszony udaje się do wyroczni delfickiej, by od Apollina poznać swoją karę. Miał udać się do Tyrynsu, dawnej siedziby rodu Amfitriona (dlatego Herakles bywa czasem nazywany Alkidesem, po ojcu Amfitriona, Alkajosie) i pracując jako niewolnik wykonać 12 zadań dla tirynskiego i mykeńskiego króla Eurysteusza. Apollo spodziewał się, że tchórzliwy władca wymyśli dla herosa najtrudniejsze, wręcz niewykonalne, zadania.

## Dwanaście prac Heraklesa
| Liczba porządkowa | Apollodor (około I wiek n.e.) | Diodorus Siculus (około 60–20 p.n.e.) | G.J. Hyginus (64 p.n.e. – 17 n.e.) | Eurypides (480–406 p.n.e.) |
| 1                 | Lew nemejski                  | Lew nemejski                          | Lew nemejski                       | Lew nemejski               |
| 2                 | Hydra lernejska               | Hydra lernejska                       | Hydra lernejska                    | Centauromachia             |
| 3                 | Łania kerynejska              | Dzik erymantejski                     | Dzik erymantejski                  | Łania kerynejska           |
| 4                 | Dzik erymantejski             | Łania kerynejska                      | Łania kerynejska                   | Klacze Diomedesa           |
| 5                 | Stajnie Augiasza              | Stajnie Augiasza                      | Stajnie Augiasza                   | Zabicie Kyknosa            |
| 6                 | Ptaki stymfalijskie           | Ptaki stymfalijskie                   | Ptaki stymfalijskie                | Jabłka Hesperyd            |
| 7                 | Byk kreteński                 | Byk kreteński                         | Byk kreteński                      | Wygnanie piratów           |
| 8                 | Klacze Diomedesa              | Klacze Diomedesa                      | Klacze Diomedesa                   | Ustawienie Filarów niebios |
| 9                 | Pas Hippolity                 | Pas Hippolity                         | Pas Hippolity                      | Pas Hippolity              |
| 10                | Stado Geriona                 | Stado Geriona                         | Stado Geriona                      | Hydra lernejska            |
| 11                | Jabłka Hesperyd               | Porwanie Cerbera                      | Jabłka Hesperyd                    | Stado Geriona              |
| 12                | Porwanie Cerbera              | Jabłka Hesperyd                       | Porwanie Cerbera                   | Porwanie Cerbera           |

### Zabicie lwa nemejskiego
Pierwszą rzeczą, której zażądał Eurysteusz, była skóra lwa nemejskiego. Był to potwór, którego urodziła Echidna w związku z własnym synem Ortrosem; brat tebańskiego Sfinksa. Wychowany przez Selene (boginię księżyca) lub Herę, siał spustoszenie w dolinie Nemei, na północ od Myken. Jego skóra była odporna na wszelkie zadawane mu ciosy, dlatego Herakles nie zrobił mu krzywdy strzałami (odbiły się), mieczem (zgiął się na skórze lwa) ani maczugą (pękła na głowie zwierzęcia). Po wycofaniu się potwora do jaskini o dwóch wejściach, jedne z nich zawalił głazami, a sam drugim wejściem wszedł do jaskini i w ciemnościach udusił potwora. Przy zdejmowaniu skóry Herakles musiał posłużyć się pazurem bestii. Gdy zaniósł skórę zwierzęcia, przerażony Eurysteusz schował się w pałacu i zakazał wpuszczania herosa do miasta, a wszystkie sprawy z nim załatwiał za pośrednictwem herolda Kopreusa. Kazał również wytopić wielką beczkę z brązu i wkopać ją w ziemię, aby móc się w niej chować, ilekroć Herakles przebywał w mieście. Z odrzuconego „podarunku” Herakles zrobił sobie odzienie, a głowa bestii służyła mu jako hełm.

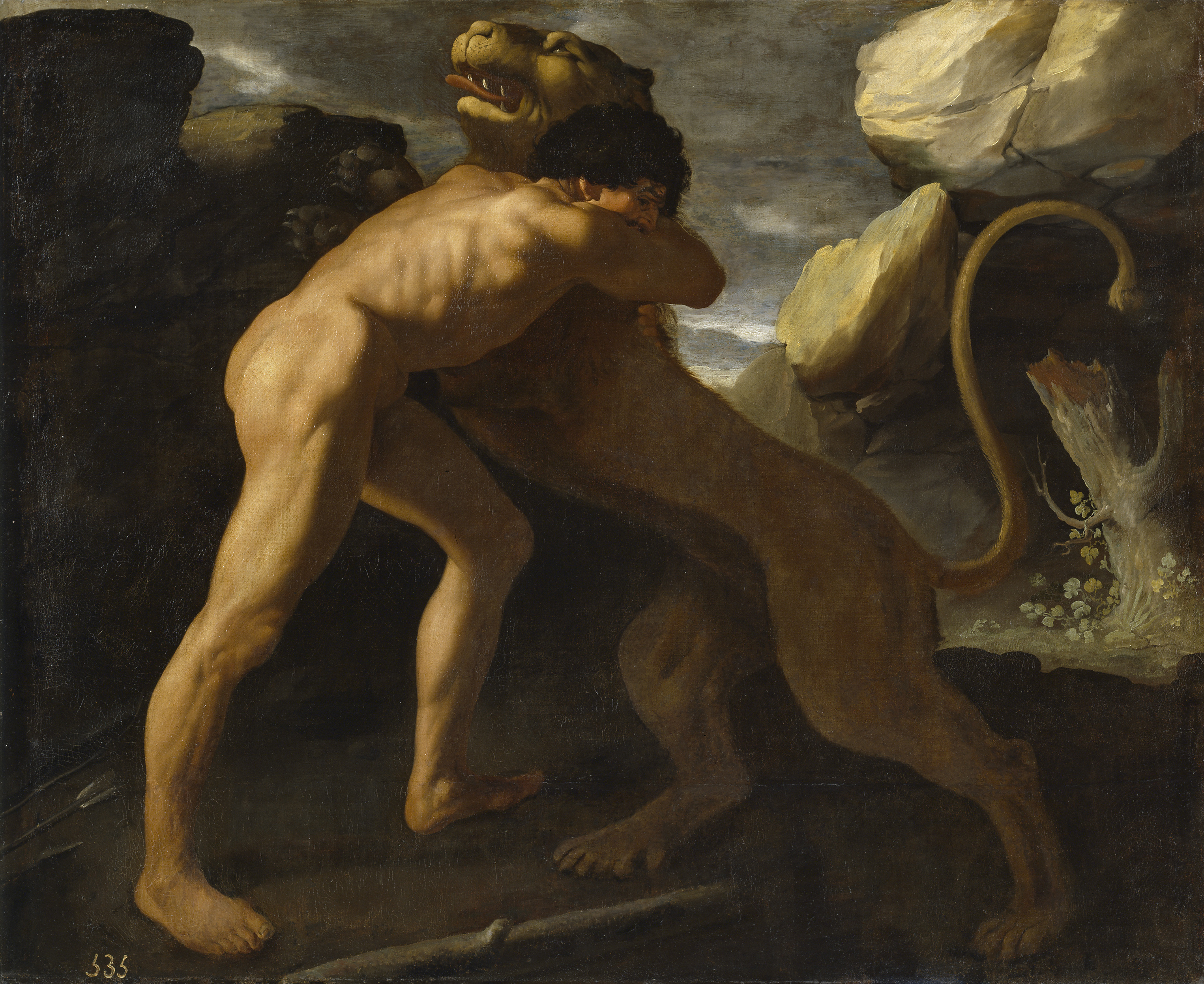
Herkules walczący z lwem nemejskim – obraz Francisco de Zurbarána
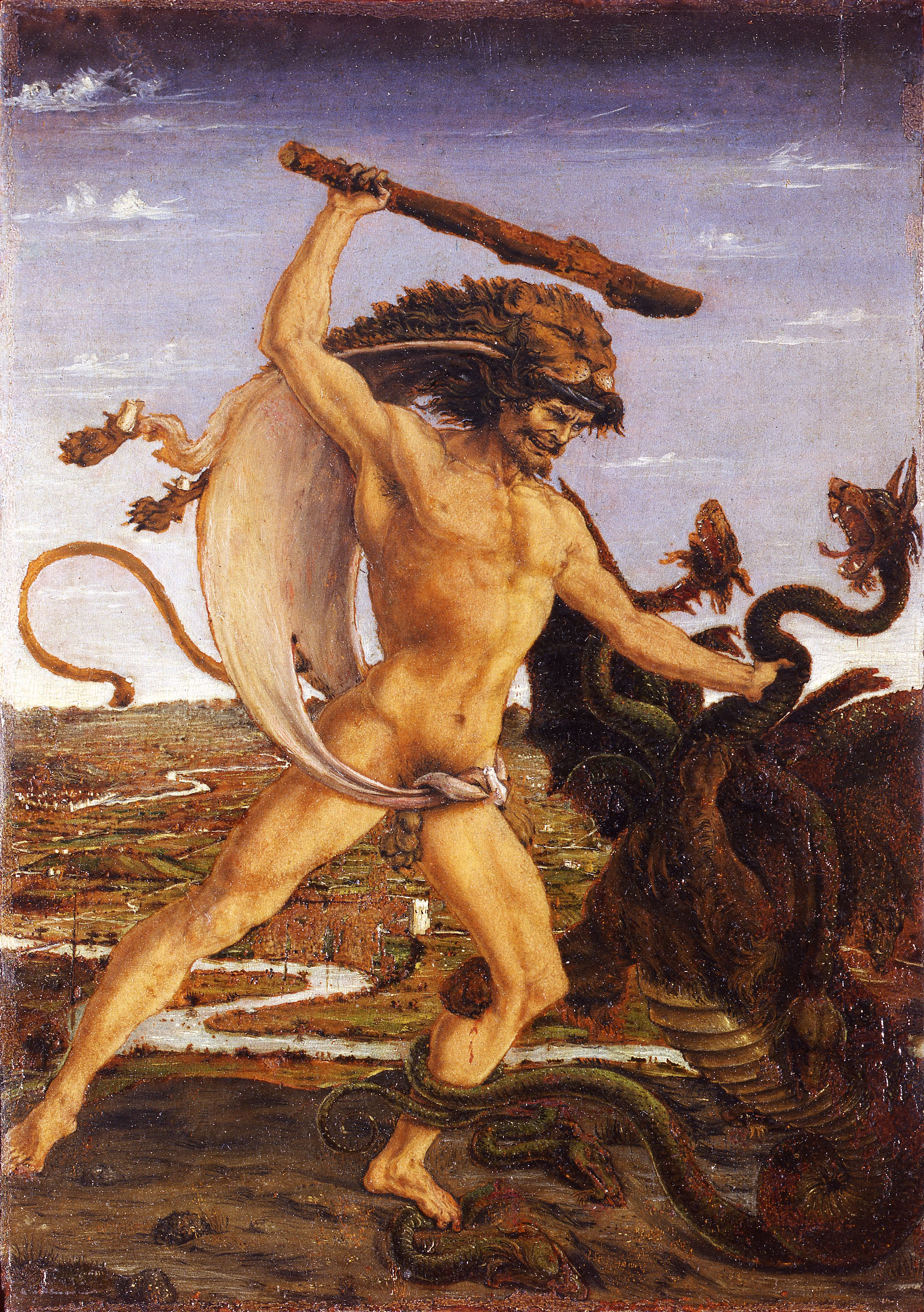
Herakles po pokonaniu lwa nemejskiego odziany w jego skórę z jego głową służącą jako hełm

### Zabicie hydry lernejskiej
Drugim zadaniem Heraklesa było zabicie hydry lernejskiej – zabijającego trującym oddechem i jadem wielkiego węża wodnego o dziewięciu głowach (w innych źródłach hydra miała po 50 lub 100 głów), z czego jedna z nich była nieśmiertelna. Miała ona swoją jamę na rozlewiskach Anymone, niedaleko Lerny w Argolidzie. Dzięki płonącym strzałom heros oraz jego pomocnik i przyjaciel, bratanek Jolaos, wywabili potwora z jamy. Wstrzymując oddech, za pomocą miecza odcinał głowy potwora (w innych źródłach, Herakles za pomocą maczugi miażdżył głowy bestii), ale na miejscu odrastały kolejne. Na dodatek Hydra oplotła się wokół jednej nogi Heraklesa, a jej „pomocnik”, rak Karkinos, za pomocą szczypiec wczepił się w drugą. Wtedy wierny przyjaciel Jolaos zaczął wypalać miejsca ściętych głów, dzięki czemu przestały odrastać. W końcu heros odrąbał wszystkie głowy śmiertelne, a nieśmiertelną obciął i przygniótł wielkim głazem. Następnie rozpruł jej brzuch i w wylewającym się z niego jadzie zamoczył ostrza swych strzał. Wcześniej jednak pozbył się Wielkiego Raka, miażdżąc go maczugą. Hydrę i Raka bogowie przenieśli na nieboskłon, zamieniając ich w gwiazdozbiory (Rak stał się jednym ze znaków zodiaku). Zadanie nie zostało uznane, ponieważ Heraklesowi pomagał bratanek, dlatego heros musiał wykonać dodatkową pracę.

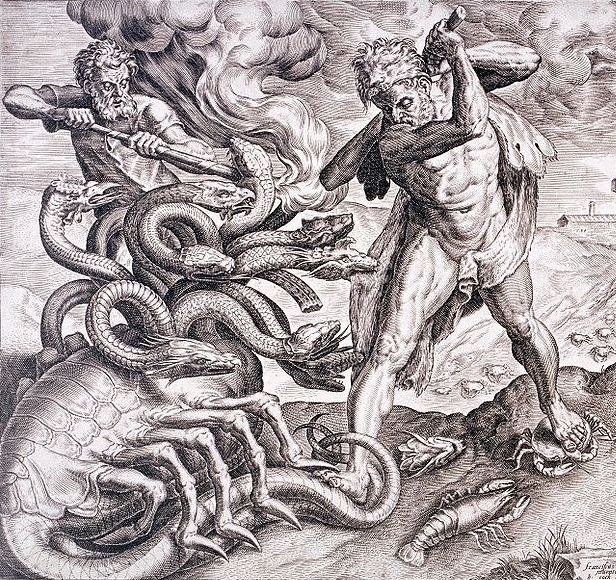
Herakles i Jolaos walczący z hydrą lernejską

### Schwytanie łani kerynejskiej
Trzecim zadaniem było schwytanie i sprowadzenie żywej łani kerynejskiej – bardzo szybkiego zwierzęcia, o rogach ze złota, racicach z brązu i srebrnej sierści, które było poświęcone Artemidzie. Artemida miała podobno takich siedem zaprzężonych w jej rydwanie, ale jedna z nich uciekła. Żyła ona na górze Keryni, na północy Peloponezu. Herakles uganiał się za nią przez cały rok. Dopadł ją w Arkadii (w innych źródłach miało to miejsce w sadach Boreasza lub w krainie Hyperborejczyków – ludów północnych), gdy przeprawiała się przez rzekę Ladon. Zranił ją w nogę, związał i zaniósł na plecach do Myken. Po drodze spotkał Artemidę i jej brata Apollina. Bogini urażona zranieniem jej zwierzęcia już sięgała po łuk, ale Herakles wytłumaczył się rozkazem Eurysteusza. Uspokojona Artemida zażądała, by po pokazaniu łani wypuścił ją na wolność. I tak też uczynił.

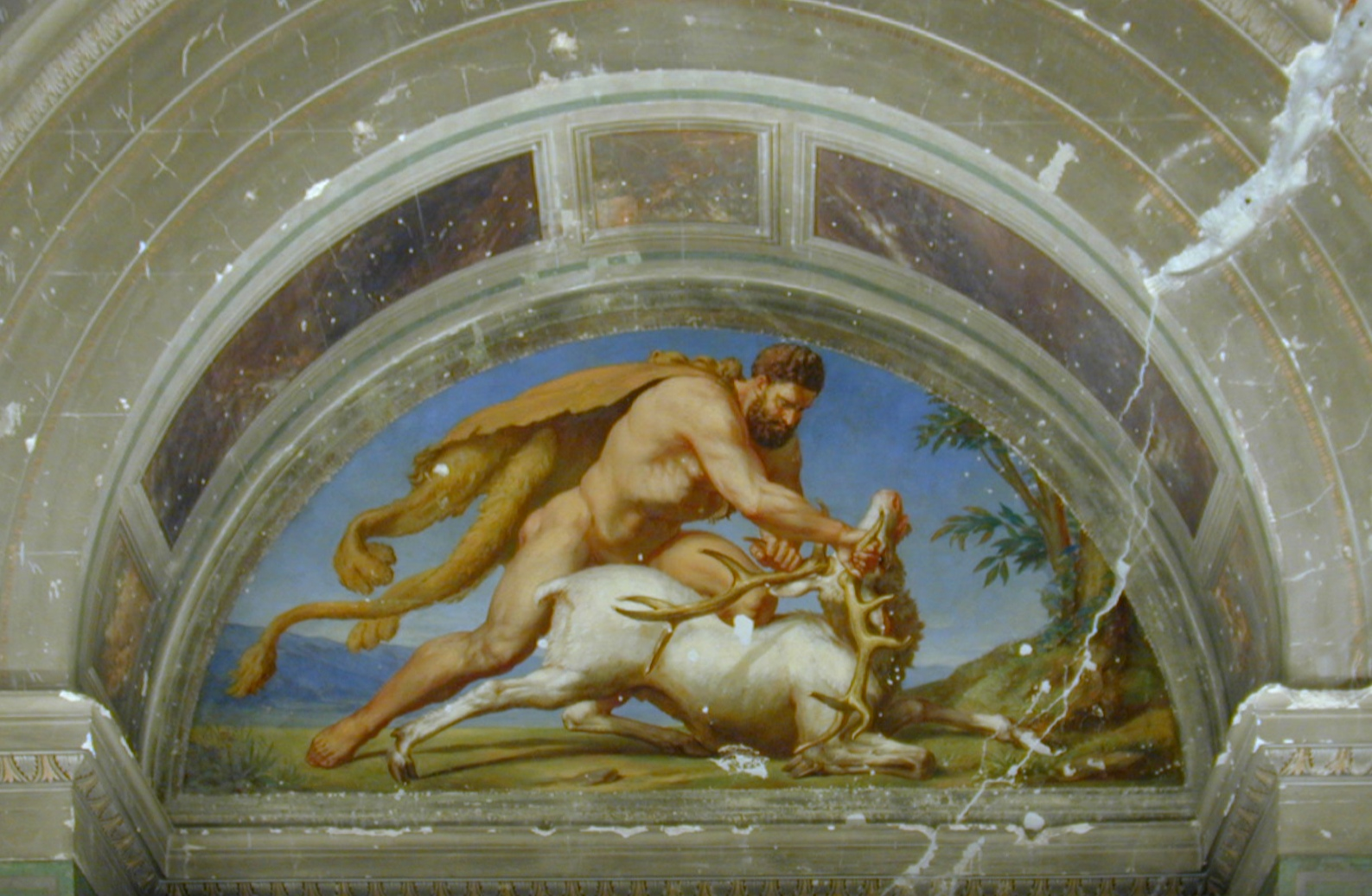
Schwytanie łani kerynejskiej

### Schwytanie dzika erymantejskiego
Kolejnym (czwartym) zadaniem Heraklesa było schwytanie żywcem dzika erymantejskiego – nadnaturalnej wielkości zwierzęcia siejącego spustoszenie na stokach arkadyjskiej góry Erymantos. Gonił on ludzi, aż umierali z wycieńczenia. Kiedy Herakles dotarł na miejsce, była zima. Wrzaskami wypłoszył zwierzę z legowiska i zagnał je w głęboki śnieg. Gdy ten zmęczony ucieczką ugrzązł w śniegu, Herakles zaplątał go w sieć i na plecach zaniósł do Eurysteusza. Malarze często przedstawiali Heraklesa ze zwierzęciem na ramieniu, nachylającego się nad ukrytym w beczce Eurysteuszem.

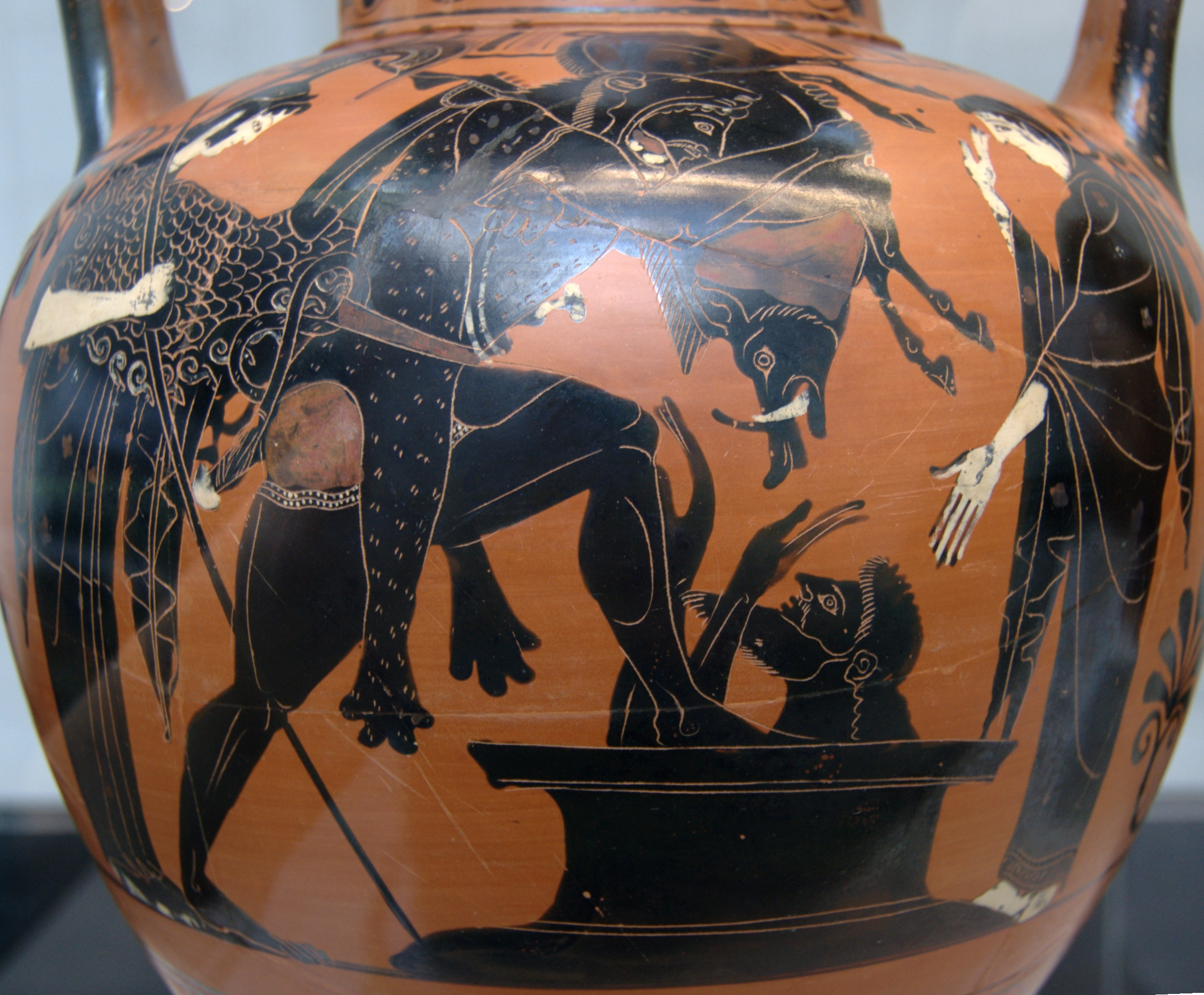
Herakles przynoszący dzika erymantejskiego

### Oczyszczenie stajni Augiasza
Piątym zadaniem, jakie zadał Heraklesowi Eurysteusz, było oczyszczenie stajni Augiasza w ciągu jednego dnia, mające na celu upokorzenie herosa. Augiasz był synem Heliosa i dostał od ojca ogromne stado bydła, znane w całej Grecji, lecz nigdy nie zlecił sprzątania swych stajni, obór i owczarni. Augiasz, w zamian za oczyszczenie pomieszczeń dla zwierząt, obiecał Heraklesowi dziesiątą część swojego stada, na co heros wyraził zgodę. Dzięki umiejętnemu wykopaniu systemu rowów Herakles zmienił bieg pobliskiej rzeki, którą płynąc przez stajnie oczyściła je z nawozu. Obiecanej zapłaty jednak nie otrzymał. Kiedy powrócił do Myken, Eurysteusz nie uznał mu tego zadania, ponieważ zgodził się przyjąć zapłatę (której nie otrzymał). Po skończeniu służby u Eurysteusza Herakles podbił Elidę i zabił Augiasza oraz jego synów, prócz Fyleusa, który stanął po stronie herosa. W podzięce Herakles obsadził go na tronie Elidy.

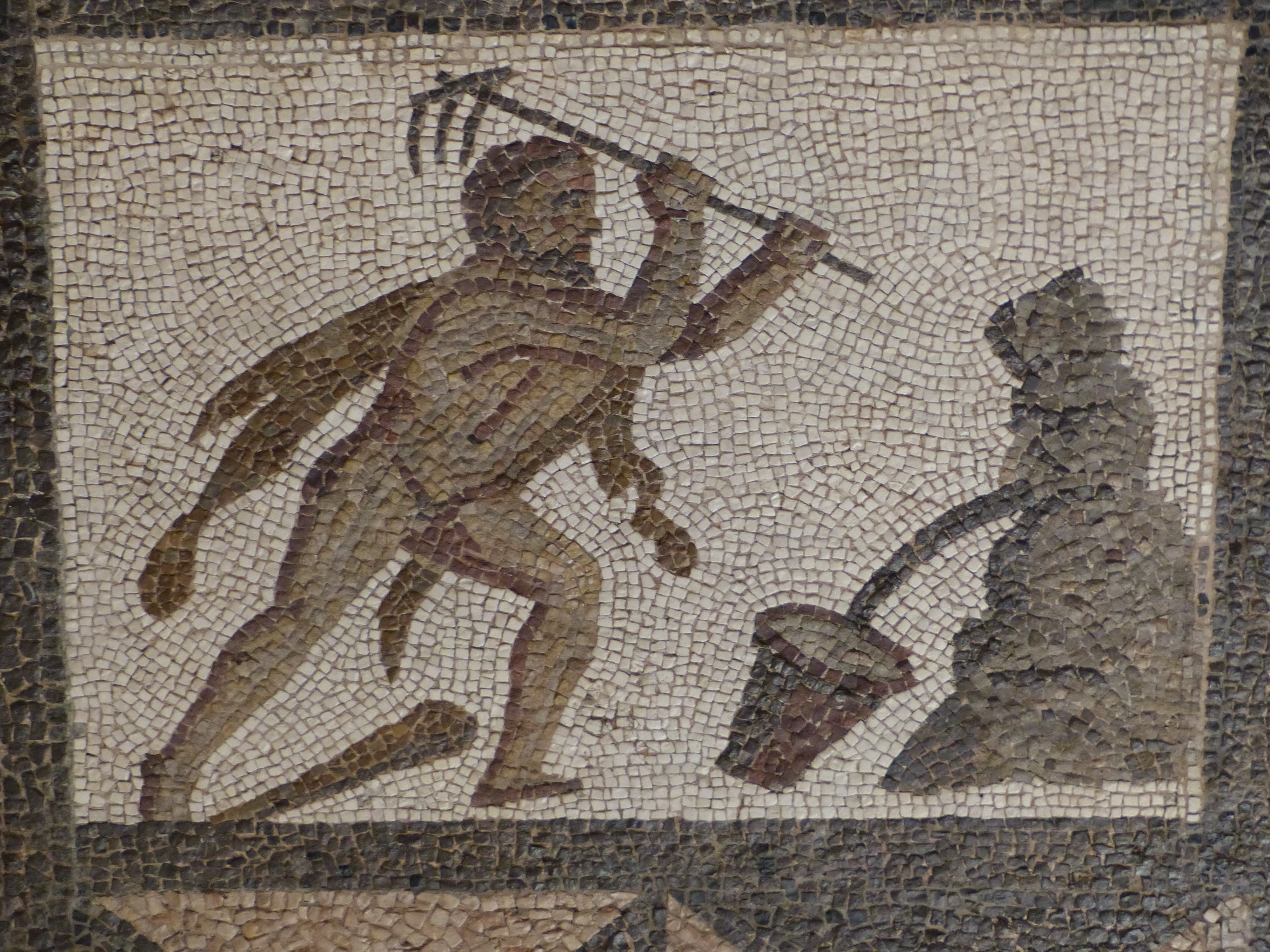
Herakles oczyszcza stajnię Augiasza

### Przepędzenie ptaków stymfalijskich
Szóstym zaś zadaniem Heraklesa było przepędzenie ptaków stymfalijskich, gnieżdżących się w zaroślach na bagnach nad jeziorem Stymfalon w Arkadii. Żywiły się one ludzkim mięsem, miały żelazne dzioby i pióra. Herakles, widząc, że jest ich ogromna liczba, porzucił myśl wystrzelania ich z łuku na ziemi. Wypłoszył je drewnianą kołatką wykonaną przez Hefajstosa, podarowaną przez Atenę. Gdy ptaki wzbiły się w powietrze, większość z nich ustrzelił. Pozostała część poleciała na wyspę Aresa, gdzie zostały później wybite przez Argonautów.

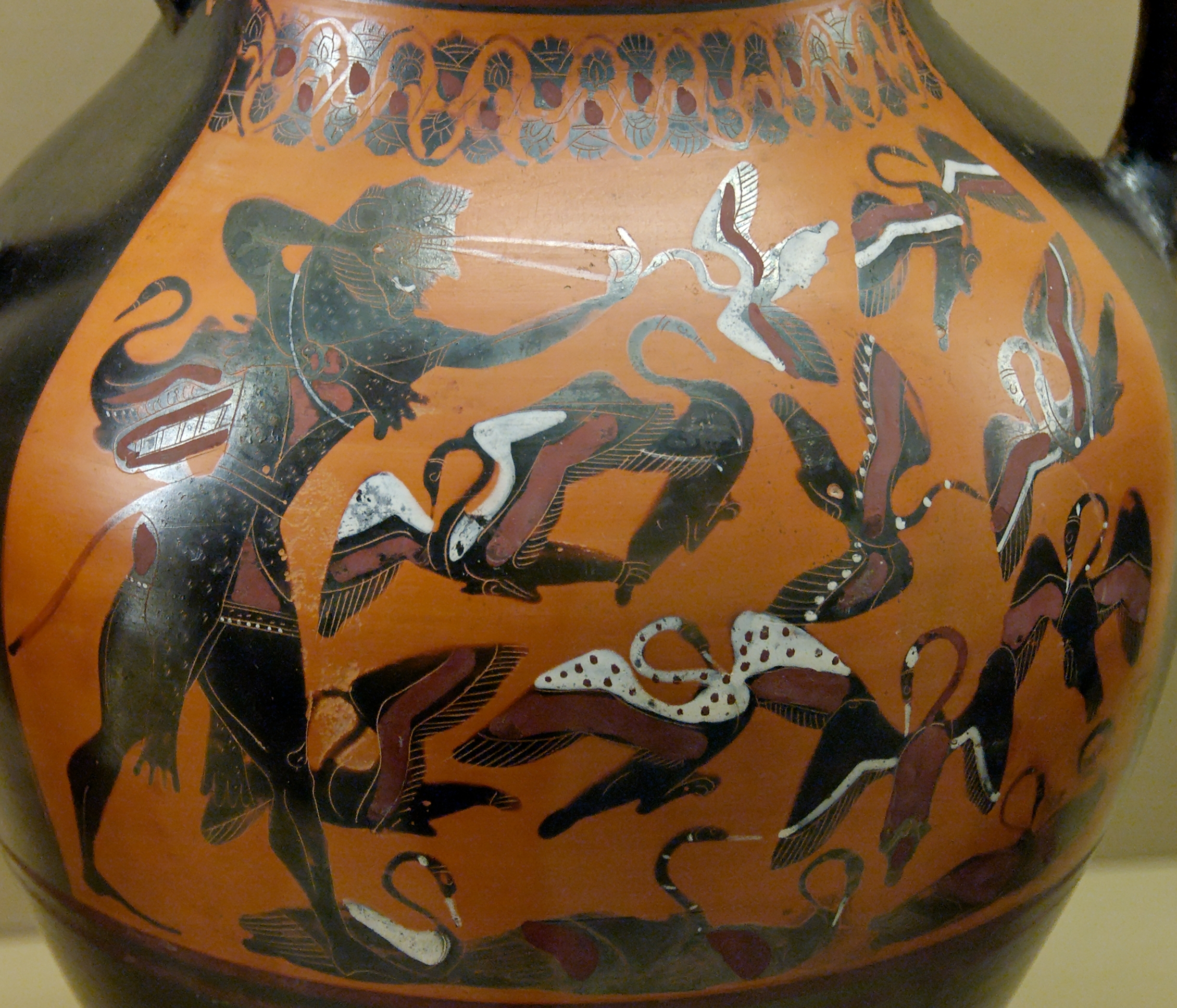
Herakles przepędza ptaki stymfalijskie

### Schwytanie byka kreteńskiego
Schwytanie żywcem byka kreteńskiego było siódmą pracą Heraklesa. Niektórzy twierdzili, że to byk, który porwał Europę (przecząc w ten sposób mitowi, że tym bykiem był Zeus), inni zaś, że to byk podarowany Minosowi, królowi Krety, przez Posejdona. Byk ten miał być złożony w ofierze bogu morza zaraz po wyłonieniu się z morskiej toni, lecz Minos zaniechał tego, dlatego byk uciekł i pustoszył Kretę, tratując pola i sady, paląc wszystko, co napotkał, buchając ogniem ze swych nozdrzy. Obcował z królową Pazyfae, żoną Minosa. Urodziła bykowi potwora zwanego Minotaurem. Herakles popłynął na wyspę i poprosił króla o pomoc w łowach, lecz ten odmówił. Herakles jednak poradził sobie i na grzbiecie zwierzęcia popłynął do Myken. Eurysteusz zatwierdził wykonanie zadania, po czym kazał zwierzę wypuścić. Byk pustoszył teraz okolice Maratonu, dopóki nie zabił go Tezeusz.

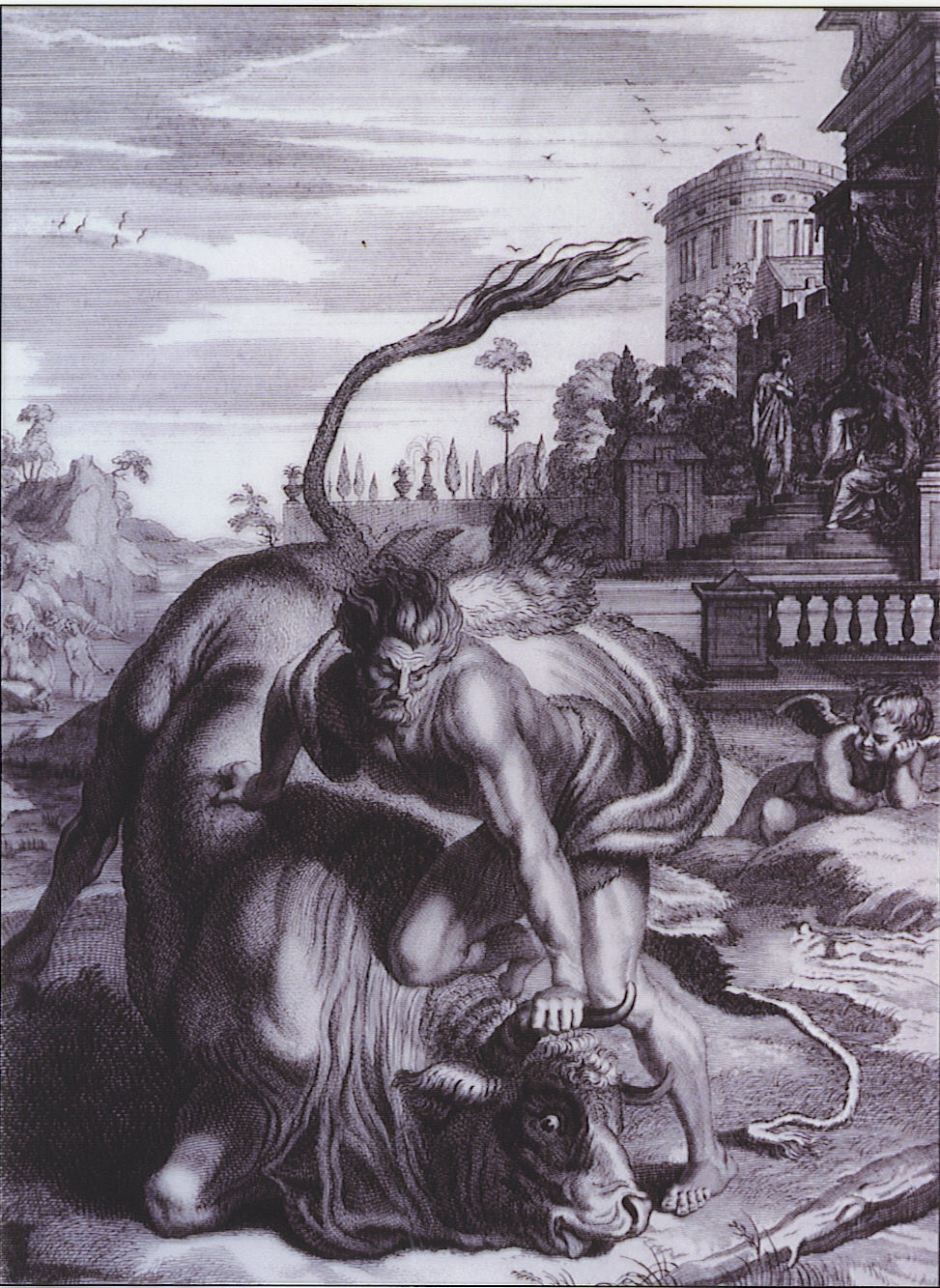
Schwytanie byka kreteńskiego

### Pojmanie klaczy Diomedesa
Ósmą pracą Heraklesa było schwytanie koni Diomedesa (lub klaczy), króla trackiego plemienia Bistonów, który karmił je ludzkim mięsem. Herakles na czele zastępu ochotników popłynął do Tracji (w innej wersji popłynął tam tylko ze swym ulubieńcem i przyjacielem Abderosem), odpędził stajennych i pognał klacze ku łodzi. Jednak spostrzegłszy pościg, polecił Abderosowi pilnowanie klaczy, a sam (lub z pozostałymi członkami wyprawy) ruszył naprzeciw Bistonom i pokonał ich w walce. Po powrocie zorientował się, że klacze zjadły Abderosa (w innej wersji zabiły młodzieńca, ciągnąc go po kamieniach, kiedy próbował je powstrzymać przed ucieczką). Opłakując młodzieńca, założył w Tracji miasto Abderę. Niespokojnym klaczom Herakles rzucił na pożarcie ogłuszonego Diomedesa, dzięki czemu je uspokoił i mógł zawieźć na Peloponez. Po pokazaniu ich Eurysteuszowi, wypuścił je niedaleko Olimpu, gdzie zostały zjedzone przez wilki.

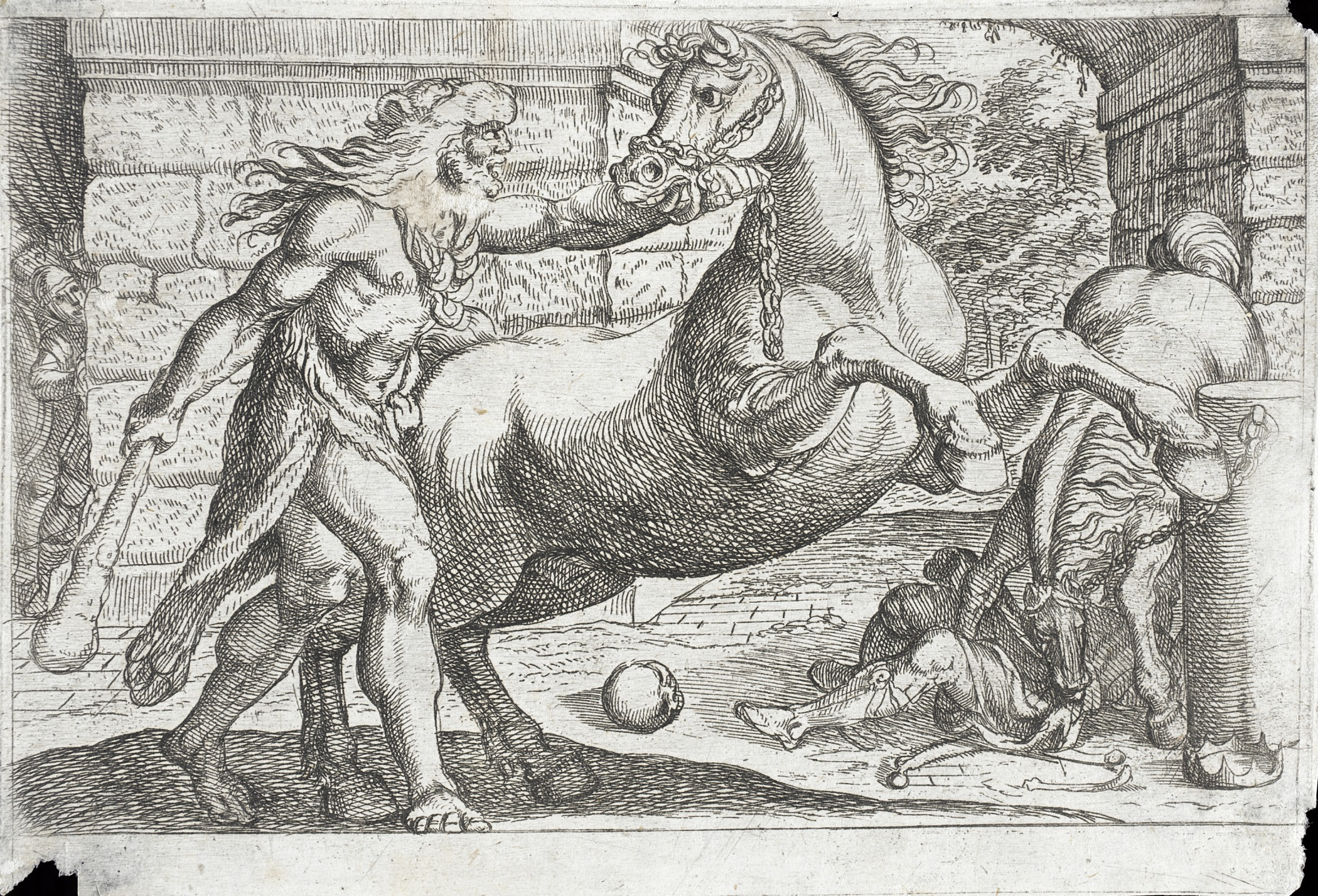
Herakles i klacze Diomedesa

### Zdobycie pasa Hipolity
Dziewiątym zadaniem Heraklesa było zdobycie pasa Hipolity – królowej walecznych Amazonek. Pas ten miał dawać Hipolicie nadludzką siłę.
Kiedy Herakles przybył do ich królestwa, nad Morzem Czarnym, Hipolita przyjęła go życzliwie, a kiedy ją w sobie rozkochał, obiecała oddać mu pas. Na skutek intrygi Hery pozostałe Amazonki nie znając zamiarów Hipolity napadły na Heraklesa, ten zabił i ją i inne wojowniczki, a z martwego ciała Hipolity zerwał pas i wrócił na Peloponez. W innej wersji mitu Hipolita oddaje Heraklesowi pas, w podzięce za uwolnienie przywódczyni jednego z zastępów Amazonek – Melanippe.
Wracając na Peloponez, Herakles przybył do Troi ogarniętej zarazą i nawiedzanej przez potwora morskiego – Ketosa. Powodem tych zdarzeń było oszustwo króla trojańskiego, Laomedona, gdyż ten nie zapłacił Apollinowi i Posejdonowi za pomoc przy budowaniu Troi. Jedynym wyjściem było oddanie córki króla, Hezjone na pożarcie potworowi. Nagą i przykutą do skały zastał Herakles przybywając do Troi. Zaoferował królowi uratowanie córki w zamian za jej rękę i nadzwyczajne klacze, należące niegdyś do Trosa, ofiarowane mu przez Zeusa w zamian za Ganimedesa. Po uratowaniu Hezjone, Laomedon ponownie okazał się oszustem i nie zapłacił herosowi. Po zakończeniu służby u Eurysteusza Herakles podbił Troję i zabił Laomedona z łuku.

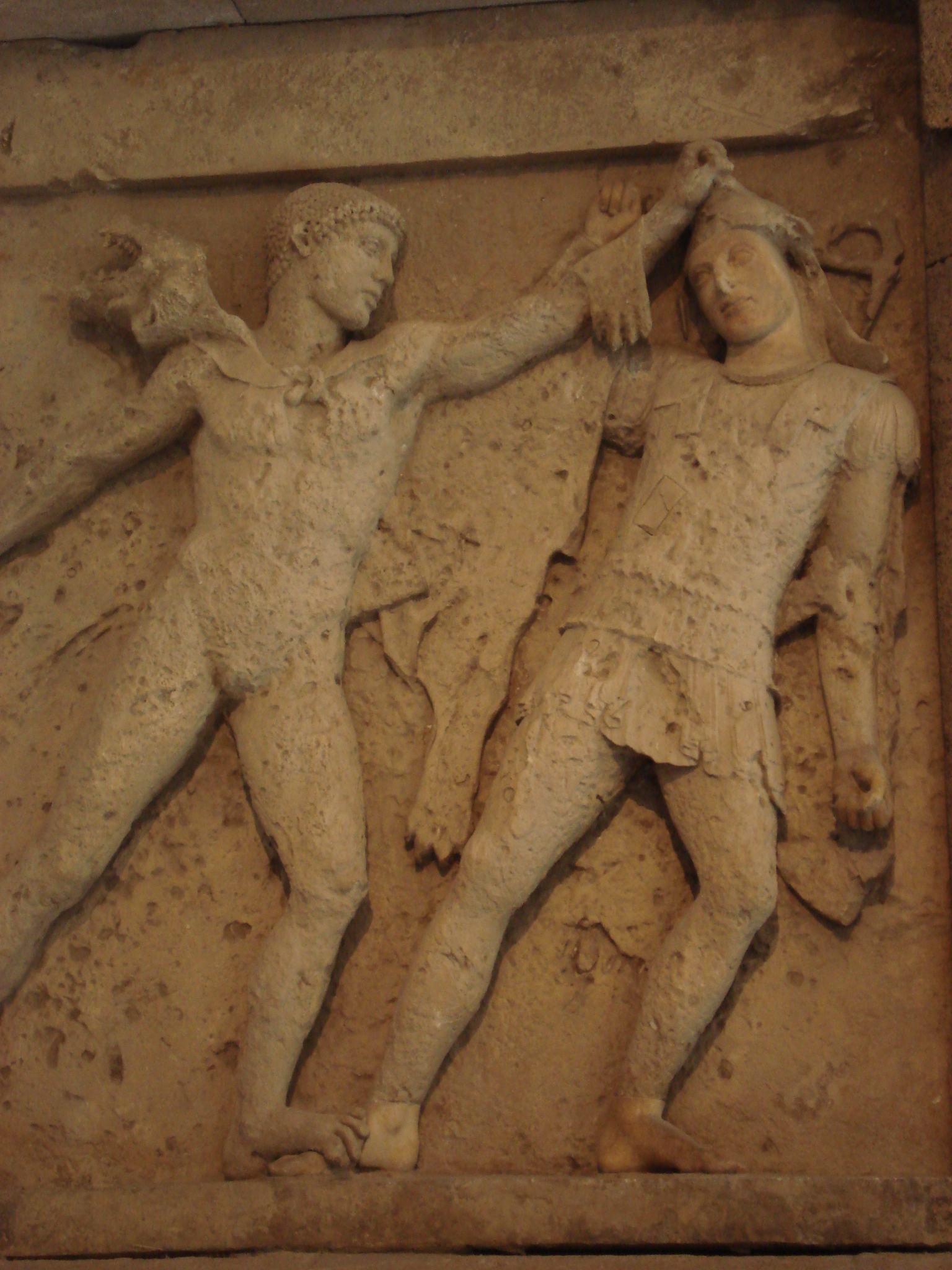
Herakles i Amazonka
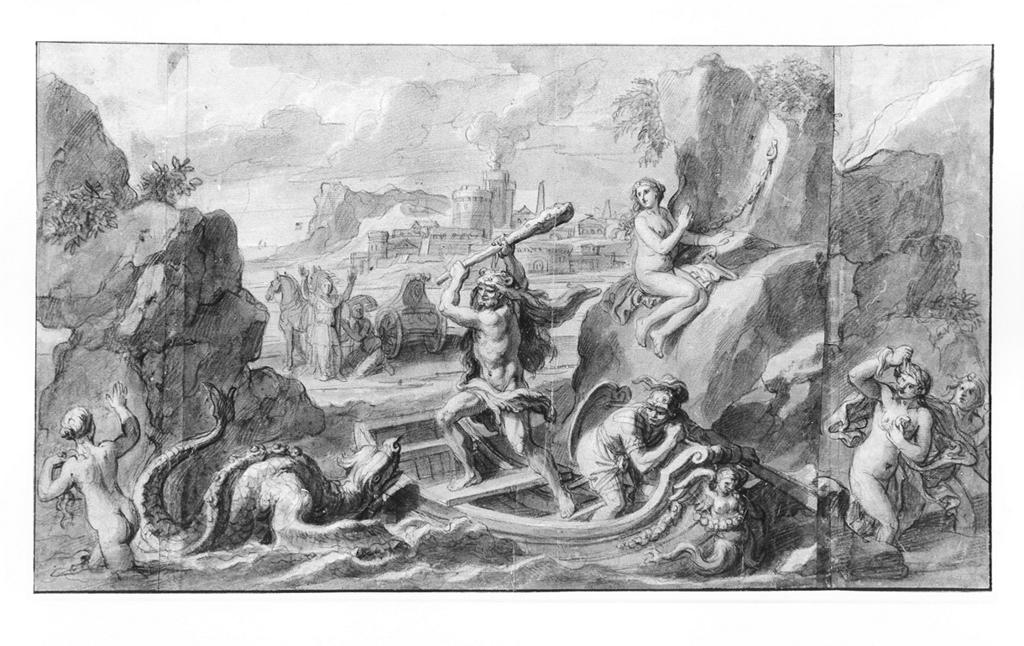
Herakles ratuje Hezjone

### Uprowadzenie trzody Geriona
Zadaniem dziesiątym było uprowadzenie trzody Geriona (Gerionessa) – potwora, który posiadał trzy głowy, trzy torsy, sześć rąk i sześć nóg. Daleko na zachodzie, na wyspie Erytei otoczonej wodami Okeanosa, miał wspaniałe stada czerwonego bydła. Stada były strzeżone przez pasterza Eurytiona i dwugłowego psa Ortosa, syna Echidny i Tyfona. Aby tam dotrzeć, Herakles przemierzył pustynie północnej Afryki, aż dotarł do dzisiejszej Cieśniny Gibraltarskiej i ustawił tam „słupy Heraklesa” (Gibraltar i Ceuta). Z powodu gorąca, sięgnął po łuk i wymierzył w tarczę słoneczną. Zanim wystrzelił, Helios ostrzegł go, by tego nie robił, a gdy skruszony Herakles opuścił łuk, Helios udzielił mu nagrody. Pozwolił mu w swej czaszy, którą podróżuje, po zmierzchu, z zachodu na wschód, dotrzeć na Eryteę i przetransportować stamtąd woły Geriona. Po dotarciu Heraklesa na wyspę, wywęszył go Ortos, ale heros zmiażdżył jego głowy maczugą. Podobnie stało się z Eurytionem, który przybiegł, zaalarmowany szczekaniem psa. Natychmiast po tym zdarzeniu Herakles rozpoczął spędzanie wołów do czaszy Heliosa. Pasterz z sąsiedniego pastwiska, Menojteus, pasący stada Hadesa, powiadomił o tym Geriona, a gdy ten przybiegł bronić swego stada, Herakles zabił go zatrutymi strzałami.
Wraz z wołami dopłynął do Tartessos (fenickiej kolonii na Półwyspie Iberyjskim) i tam oddał czaszę Heliosowi. Popędził je przez tereny dzisiejszej Hiszpanii i południowej Francji. Gdy dotarł na północ Włoch, napadli na niego Ligurowie, ale Herakles odpierał ich ataki, dopóki nie skończyły mu się strzały. Wtedy poprosił swego ojca, Zeusa, o pomoc, a ten zesłał na Ligurów deszcz kamieni.
Gdy dotarł do miejsca, gdzie później założono Rzym, spotkał potwora Kakusa, syna Hefajstosa. Gdy stwór ten ukradł część wołów i ukrył się w swej jamie pod Palatynem, Herakles wstrząsnął wielką skałą, wyrwał ją i rzucił w rzekę. Sztucznie stworzone fale popędziły wstecz i rozbiły głaz, zasłaniający wejście do groty potwora. Kakus utknął między skałami a Herakles ciskał w niego czym popadnie. W samoobronie potwór osnuł się dymem, ale herosowi nie przeszkodziło to, udusił bestię.
Następnie król Sycylii, Eryks, nie chciał oddać Heraklesowi wołu, który zagubił się i trafił na wyspę. Eryks przegrał trzy razy w zapasach z Heraklesem i został przez niego zabity. Podróż przez Morze Jońskie została uniemożliwiona przez Herę, więc Herakles musiał iść drogą okrężną przez Trację. Kiedy w końcu dotarł do Myken, Eurysteusz złożył woły w ofierze Herze.

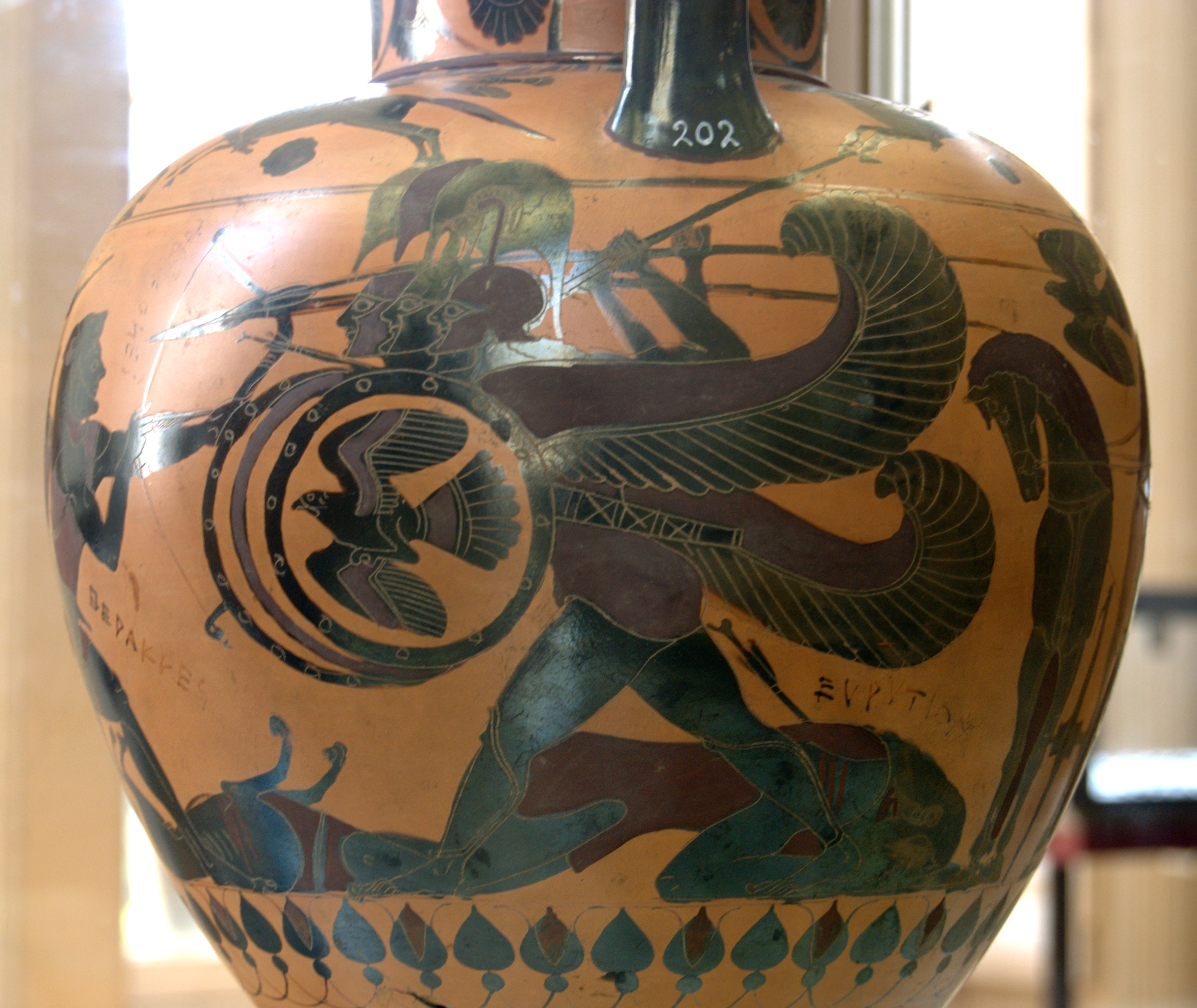
Gerion
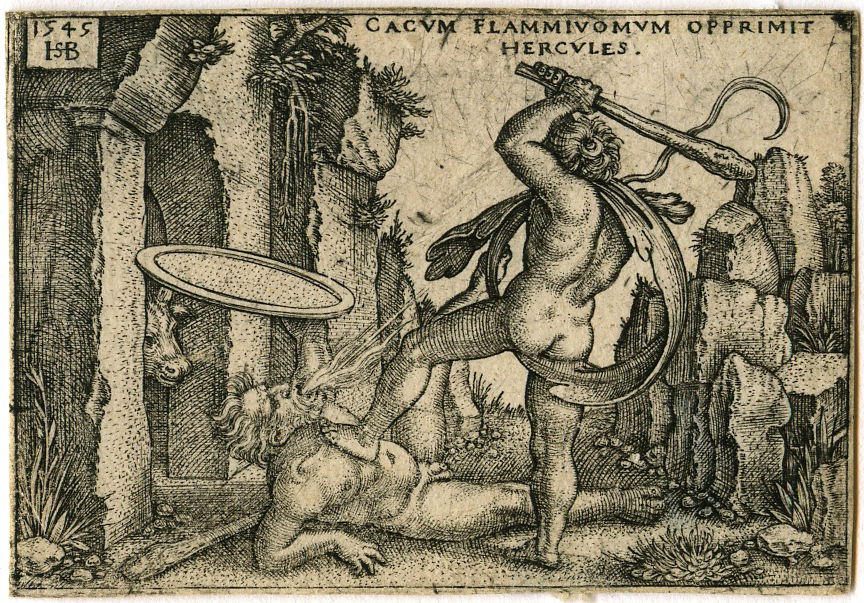
Herakles zabija Kakusa

### Przyniesienie jabłek z ogrodu Hesperyd
Kolejnym, jedenastym zadaniem było przyniesienie złotych jabłek z ogrodu Hesperyd – cór wieczoru. Nimfy te o imionach Hespere, Ajgle i Eryteis opiekowały się sadem, w którym rosły drzewa rodzące złote owoce. Był to prezent dla Hery od Gai, z okazji jej zaślubin z Zeusem. Hera, nie ufając nimfom, kazała smokowi Ladonowi, synowi Echidny i Tyfona, strzec ogrodu przed intruzami, jak również przed łakomstwem nimf wieczornych.
Herakles nie znał położenia ogrodu. Znał je tylko starzec morski, Nereus, który uciekał każdemu, kto chciał go o coś zapytać. Nad rzeką Erydan Herakles schwytał śpiącego starca, związał i nie puszczał, dopóki ten nie powiedział, gdzie znajduje się ogród – daleko na zachodzie. Kiedy wędrował przez Libię, spotkał giganta Antajosa, syna Posejdona i Gai. Nie można było go pokonać, bo gdy tylko dotykał ciała matki – Ziemi, odzyskiwał siły. Herakles pokonał go, podnosząc ku górze i mocno ściskając, aż gigant wyzionął ducha.
Następnie powędrował do Egiptu – na wschód. Panował tam król Busiris, również syn Posejdona. Panował wtedy w Egipcie głód, a nadworny wróżbita, Cypryjczyk Frazjos, przepowiedział, że trzeba złożyć ofiarę Zeusowi ze wszystkich cudzoziemców znajdujących się w Egipcie i z rozkazu Busirisa został stracony jako pierwszy. Kiedy Herakles zawitał do tegoż kraju, pojmano go i zaprowadzono pod ołtarz. Tam zerwał łańcuch i sam zabił na ołtarzu króla i jego syna.
Z Egiptu udał się w stronę Kaukazu. Tam uratował tytana Prometeusza z odwiecznej męki. Następnie skierował się na zachód i na górze Foloe, niedaleko góry Erymantos, spotkał się z dużą grupą centaurów. U dzikiego centaura Folosa otworzył kadź z winem przeznaczonym tylko dla pół ludzi, pół koni. Zbierająca się banda centaurów została pokonana, a niedobitków Herakles ścigał, aż do Maleii, gdzie z łuku zabił uciekinierów i przez przypadek ranił Chirona – jedynego nieśmiertelnego centaura, nauczyciela herosów. W tym momencie nastąpiła zamiana: Chiron oddał nieśmiertelność Prometeuszowi i sam odszedł do Hadesu. Wdzięczny Prometeusz udzielił Heraklesowi cennej rady, aby nie szedł sam do ogrodu Hesperyd, ale umówił się z Atlasem, żeby on tam poszedł, a w zamian Herakles potrzymał przez moment sklepienie niebieskie. Stosując się do tej rady, Herakles zamienił się z Atlasem miejscami. Gdy Atlas wrócił ze złotymi jabłkami, nie chciał z powrotem przyjąć tego wielkiego ciężaru. Herakles posłużył się podstępem i mówiąc Atlasowi, że chce sobie podłożyć poduszkę, uciekł z jabłkami, kiedy tytan wziął niebo znów na swoje barki. Eurysteusz bał się posiadać osobistą własność bogów, oddał je herosowi, a ten Atenie, aby zaniosła je z powrotem.

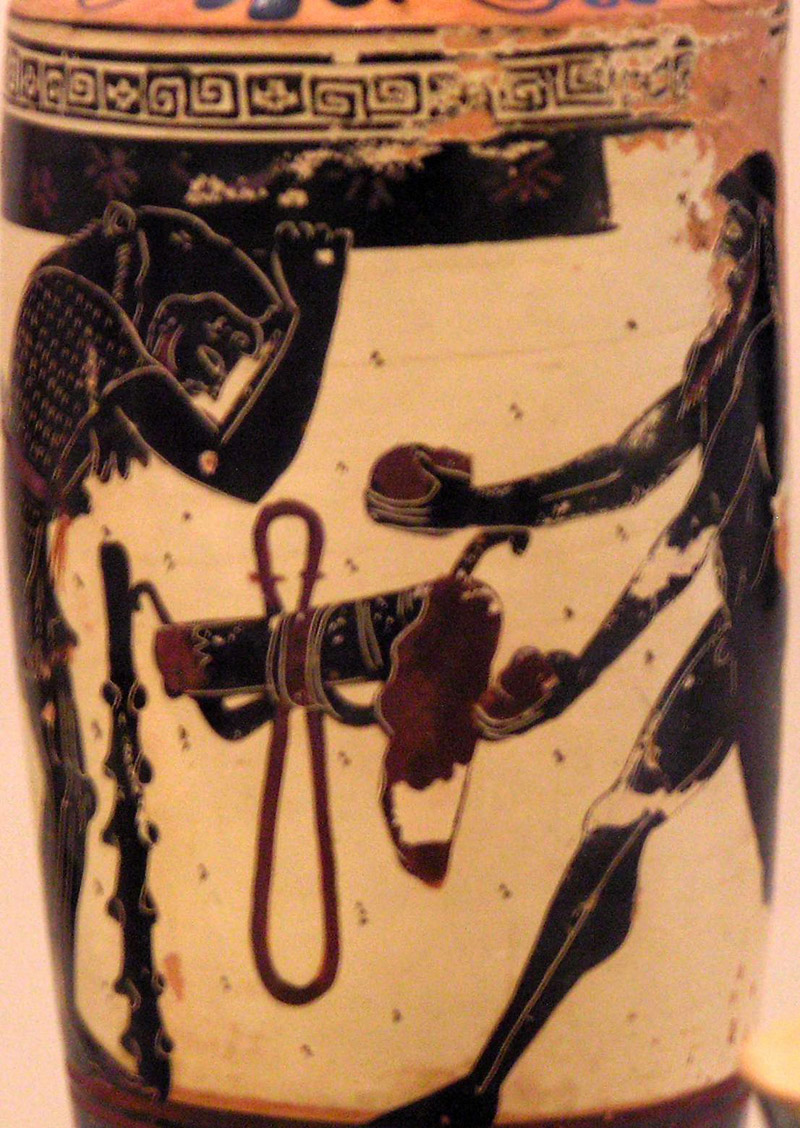
Herakles i Atlas
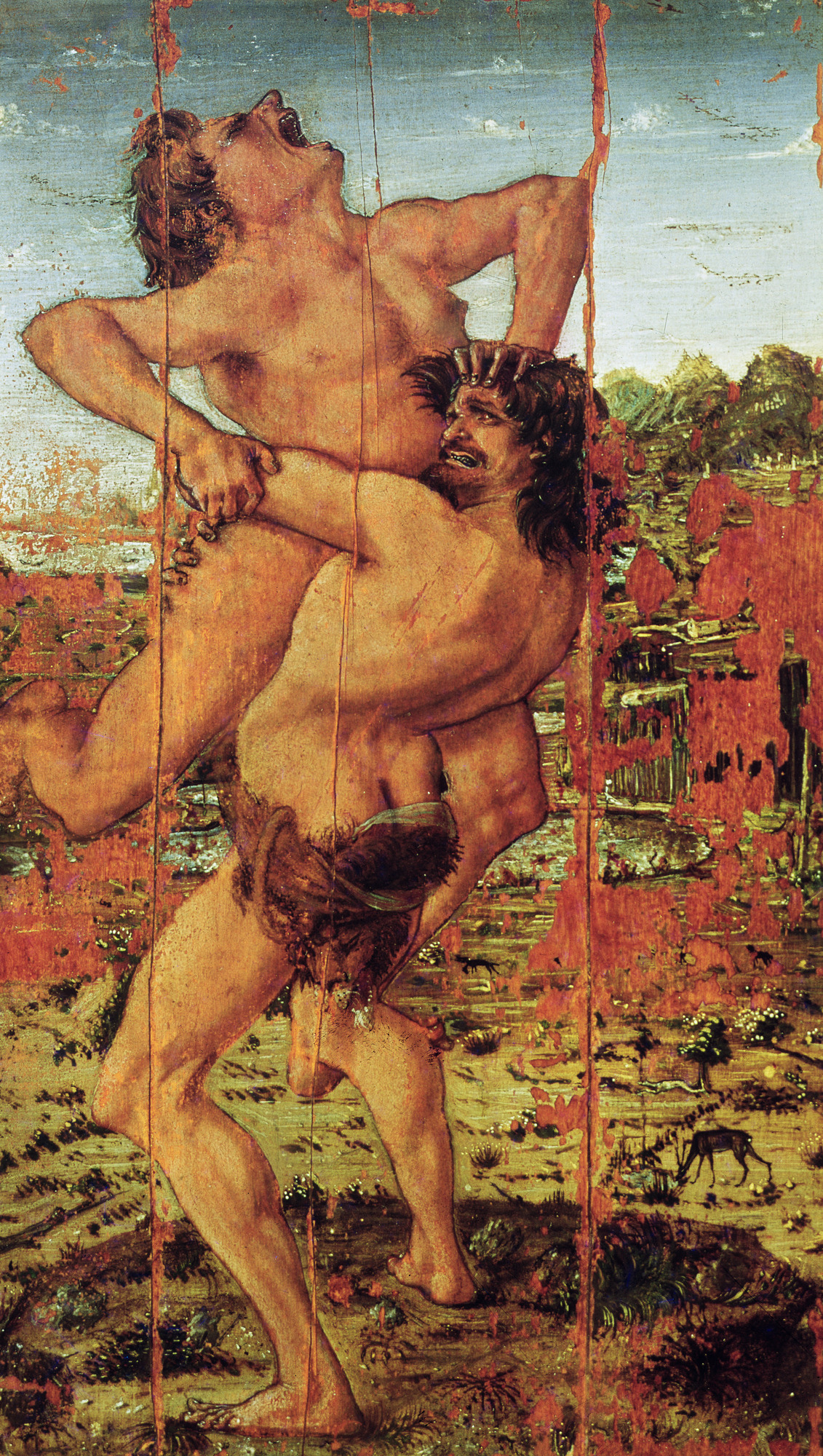
Herakles dusi Antajosa
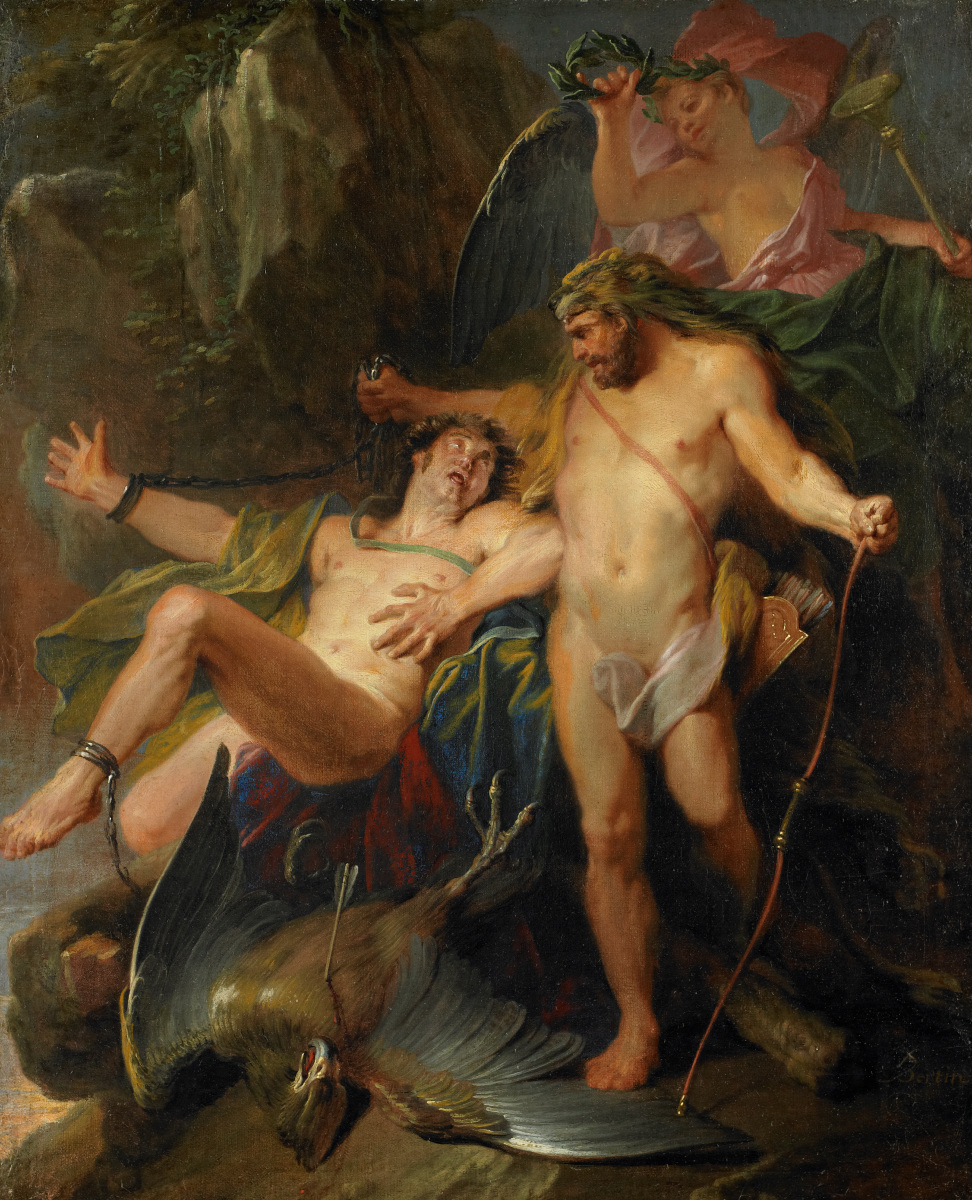
Herakles uwalnia Prometeusza

### Sprowadzenie Cerbera z Hadesu
Dwunastym i ostatnim zadaniem Heraklesa było zejście do podziemi i przyprowadzenie z zaświatów trzygłowego psa Cerbera. Wcześniej heros udał się do Eleusis, aby oczyścić się ze skazy, związanej z centauromachią. Po obrzędzie oczyszczenia zszedł do Hadesu przez pieczarę na półwyspie Tajnaron. Już na początku spotkał duszę Meduzy, jak również inne „istoty”. Zabił więc jednego z wołów i napoił dusze krwią. Znów spotkał się z Menojteusem, pasterzem bydła Hadesa z wyspy Erytea. Tym razem pogruchotał mu żebra, ale nie zabił go, gdyż prosiła o to Persefona, żona pana podziemi. Stając przed Hadesem i Persefoną poprosił ich o możliwość wykonania zadania. Hades zgodził się, pod warunkiem, że Herakles nie użyje żadnej broni. Herakles chwycił mocno bestię i mimo że Cerber chłostał go wężowatym ogonem, wyciągnął go na powierzchnię w Argolidzie. Zaprowadził go do Myken, gdzie go wypuścił. Usłyszał wtedy od tchórzliwego Eurysteusza, że wykonał wszystkie zadania i jest wolny.

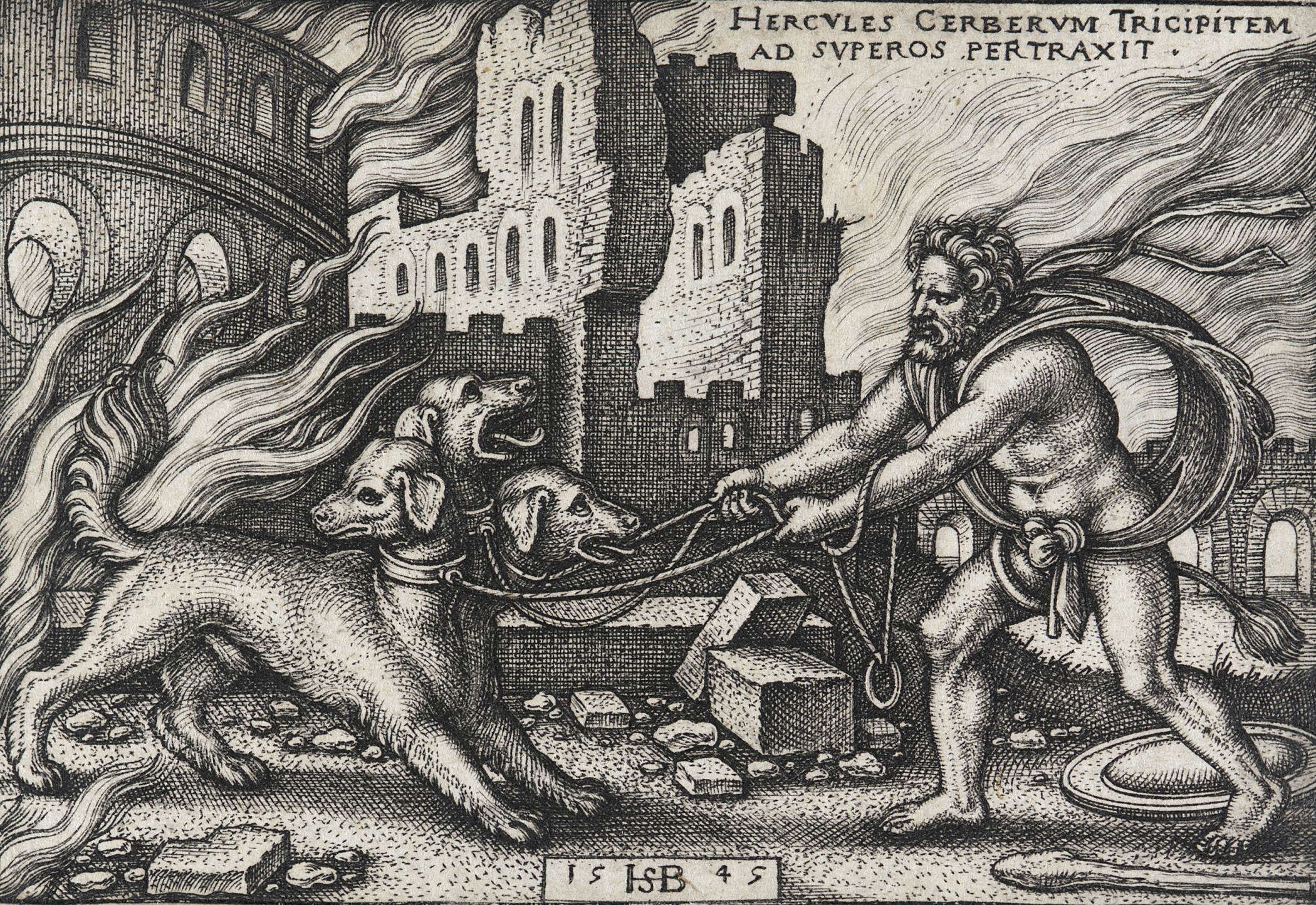
Herakles i Cerber

## Dwanaście prac Heraklesa w kulturze i nauce

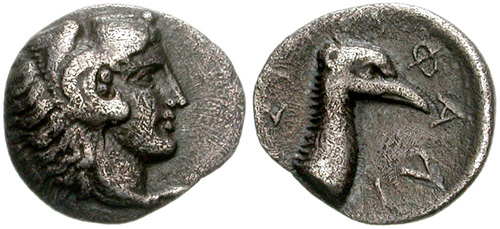
Obol z podobizną Heraklesa na awersie i ptakiem stymfalijskim na rewersie

Dwanaście prac Heraklesa jest częstym motywem w różnych tekstach kultury. Wykonując niemożliwe do wykonania dla zwykłych ludzi prace, Herakles przeszedł do wierzeń i historii jako symbol siły, męstwa i odwagi, obrońca ludzi, pogromca potworów. Mit o ustawieniu „Słupów Heraklesa”, który jest bezpośrednio związany z mitem o Dwunastu Pracach, na stałe przeszedł do kultury, jako inne nazwy Gibraltaru i Ceuty, brytyjskiej i hiszpańskiej eksklawie nad Cieśniną Gibraltarską, a wyrażenie „stajnia Augiasza” spotykane jest w wielu narodach, jako określenia wyjątkowo dużego bałaganu. Dzięki cesarstwu rzymskiemu motyw ten, jak i całość postaci Heraklesa, stał się jeszcze bardziej popularny, nie tylko na terenie cesarstwa, ale również na terenach poza Rzymem, między innymi wykuwano monety z podobiznami Heraklesa i zadaniami, które wykonał.

### Literatura

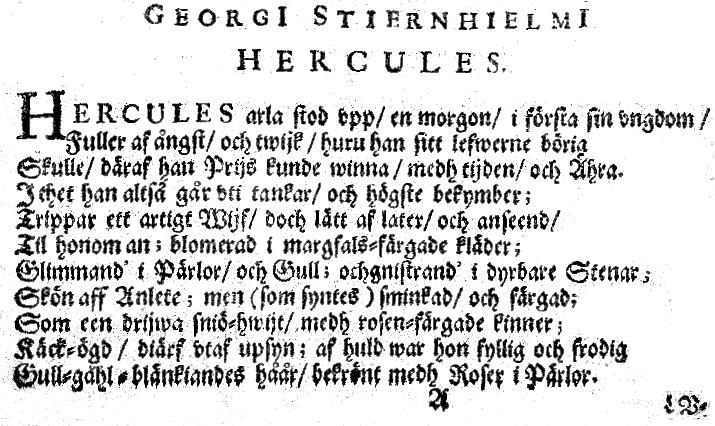
Pierwsza strona poematu Hercules Georga Stiernhielma, 1658

W starożytności motyw ten był jednym z najczęściej występujących w literaturze. Najwięcej i najdokładniej napisał o karze dla herosa Eurypides, w swoim dramacie Herakles. Motyw ten wspominali również Wergiliusz w Eneidzie, Homer w Iliadzie i Odysei, Hezjod w Teogonii, Pindar w trzeciej Odzie olimpijskiej, Apollodoros i inni. Dwanaście prac powróciło w czasach odrodzenia między innymi w poemacie Hercules Georga Stiernhielma. Z najbardziej znanych twórców dzisiejszej hermeneutyki i mitografii tym tematem zajmowali się między innymi Károly Kerényi, Robert Graves, Michael Grant oraz polscy twórcy: Zygmunt Kubiak, Jan Parandowski, Wanda Markowska, Zbigniew Herbert. Motyw ten został również wykorzystany przez Howarda Waldropa w noweli Dwanaście ciężkich prac, Agathę Christie w zbiorze opowiadań Dwanaście prac Herkulesa, zbiorze opowiadań opisujących przygody Herkulesa Poirota.

### Malarstwo i rzeźba
W malarstwie i rzeźbie pokazywany jako rosły i umięśniony mężczyzna walczący z bestią, najczęściej z lwem nemejskim lub hydrą lernejską. W Grecji znaleziono naczynia z podobiznami dwunastu prac. Dzięki cesarstwu rzymskiemu motyw ten rozprzestrzenił się poprzez romanizację podbitych narodów. Dwunastoma pracami zajmowali się malarze, to jest Frederic Leighton, Adolf Schmidt, Antonio Pollaiuolo (Herakles i Hydra), Francisco de Zurbarán (Zgładzenie hydry lernejskiej, Herkules walczący z lwem nemejskim), Albrech Burer (Herkules i ptaki stymfalijskie).

### Galerie

#### Greckie naczynia z malarstwem czerwono- i czarno-figurowym

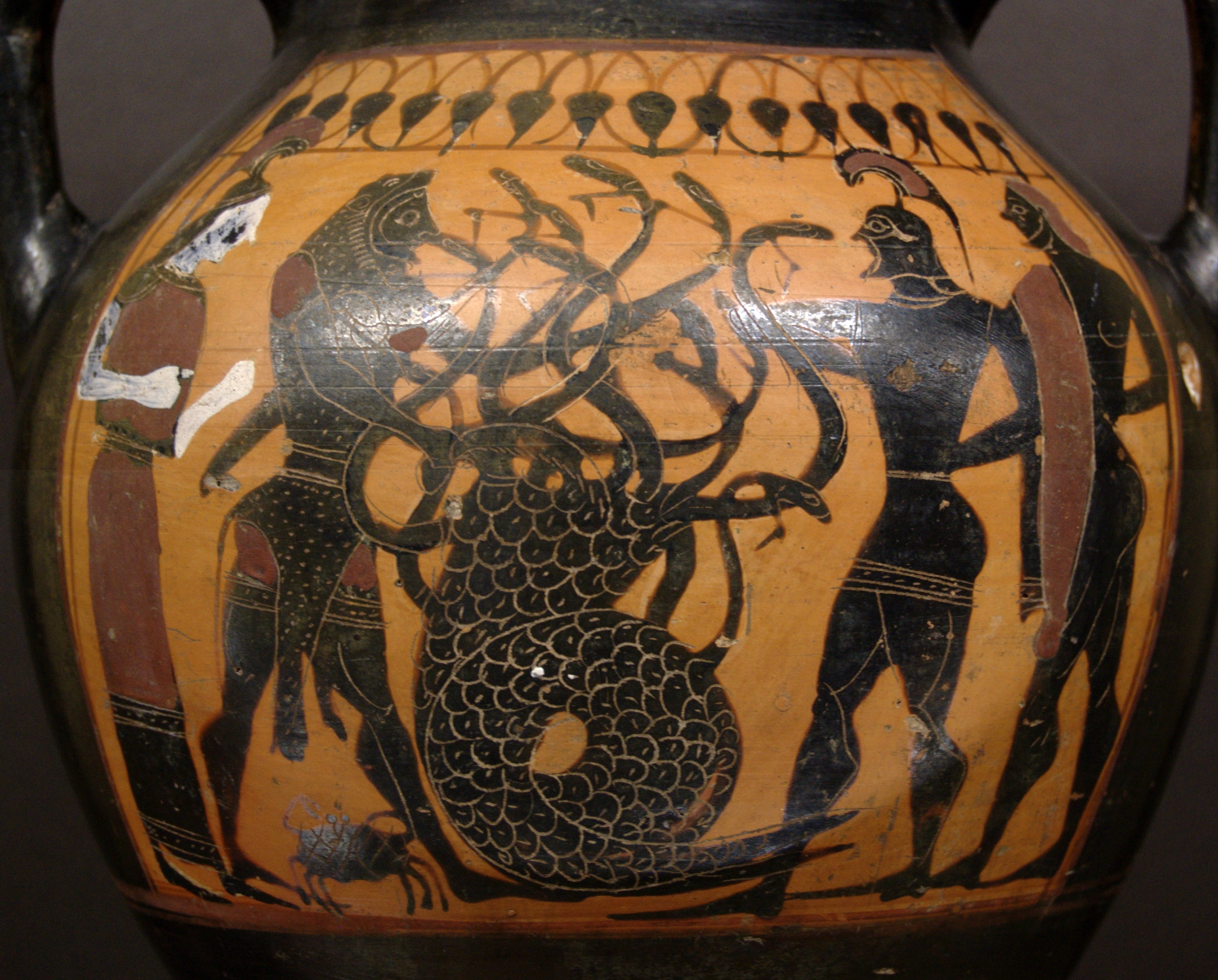
Herakles walczący z hydrą lernejską (u stóp Heraklesa widać wspomnianego wcześniej raka/kraba)
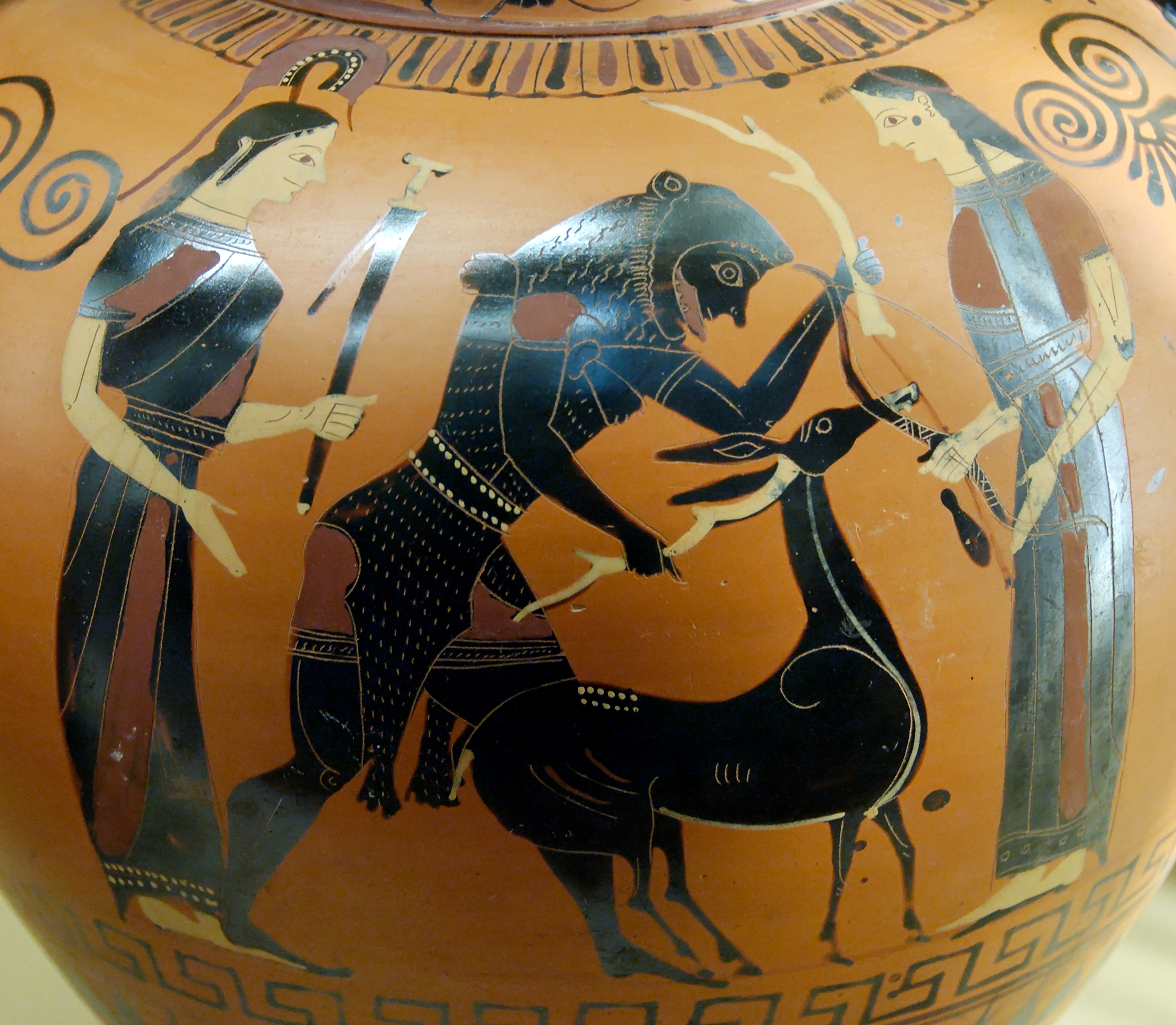
Herakles ze złapaną łanią kerynejską. Z lewej strony stoi Atena, a z prawej Artemida
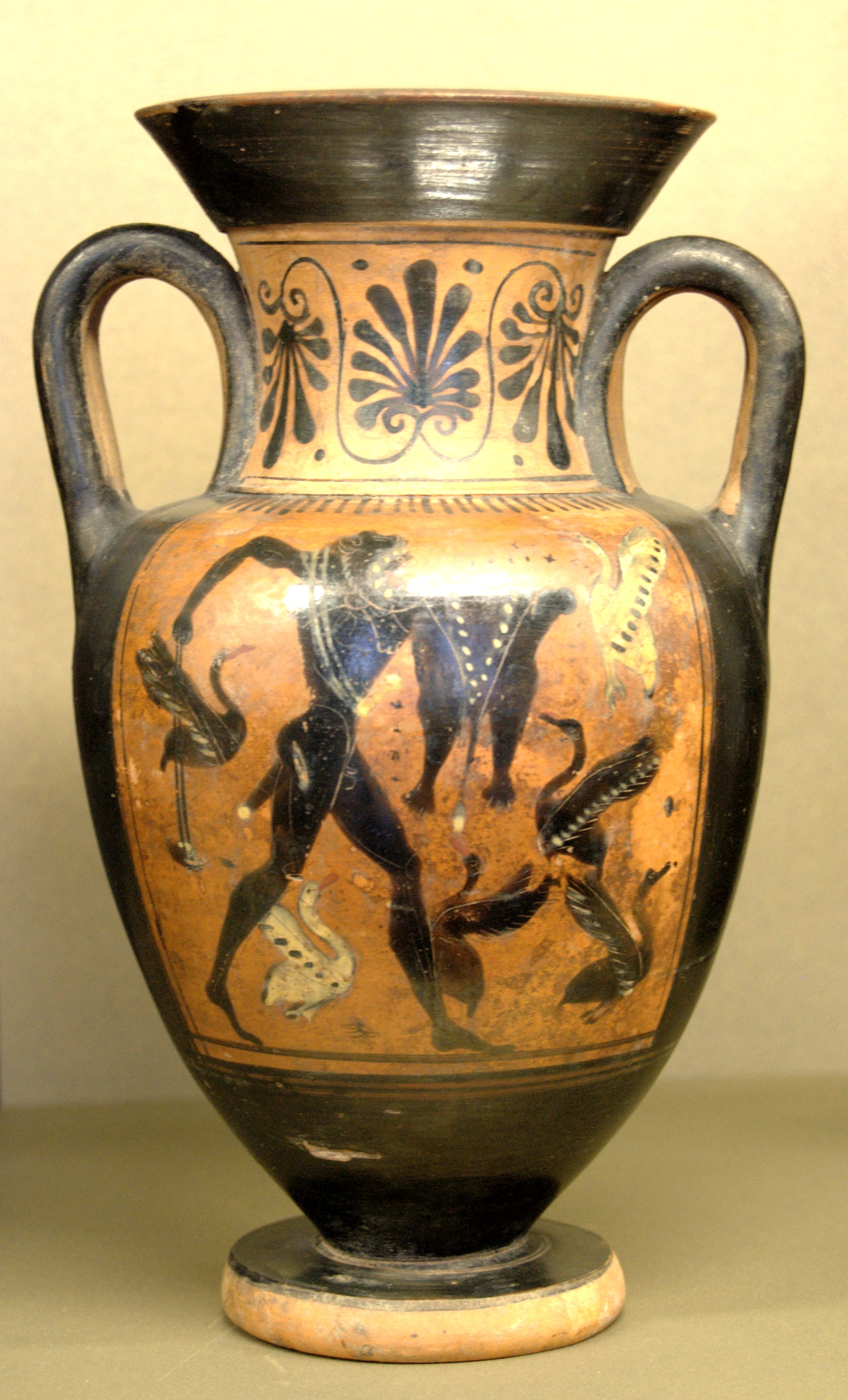
Krater z namalowanym Heraklesem i ptakami stymfalijskimi
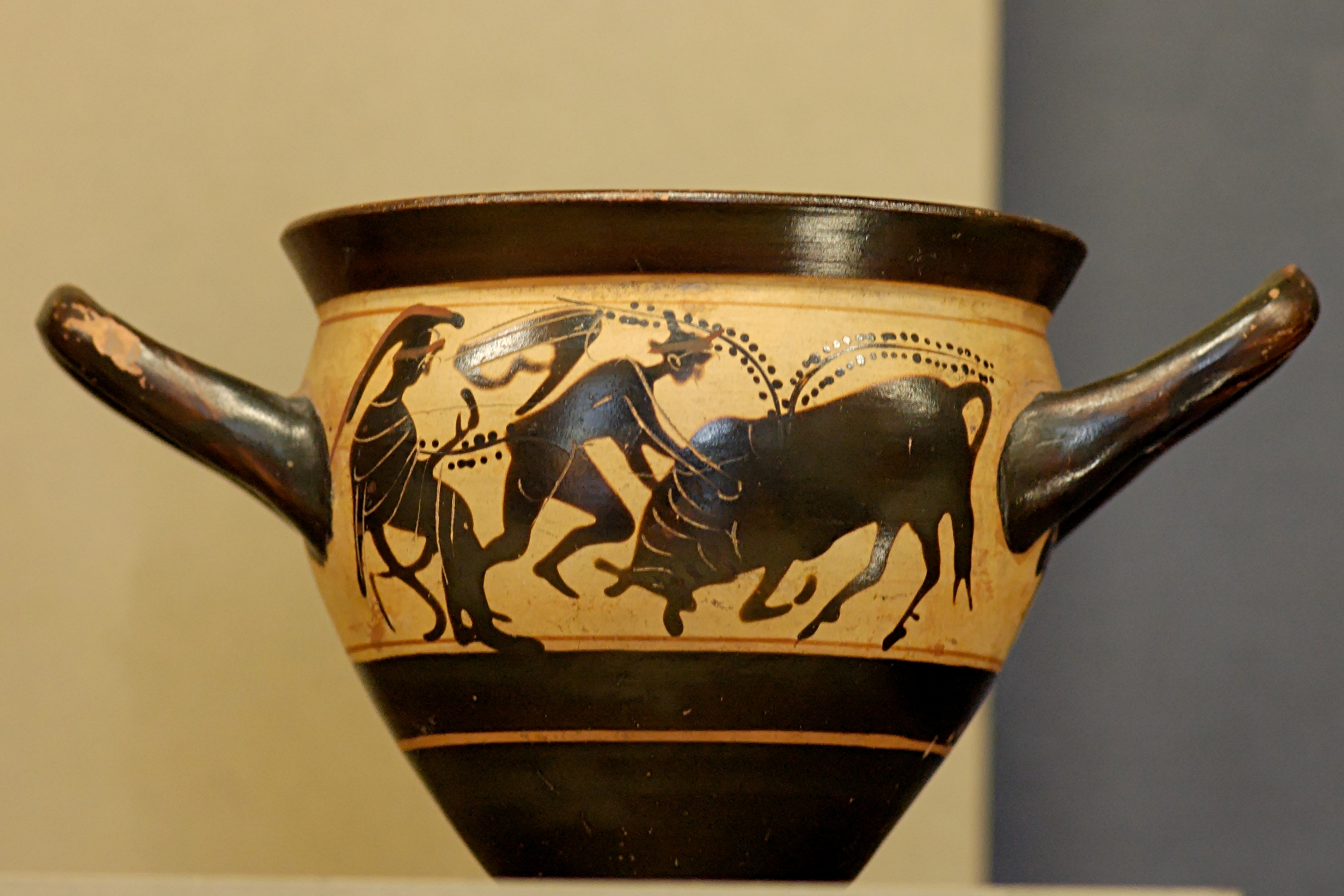
Znaleziony w Atenach kalpis, pokazujący walkę Heraklesa z bykiem kreteńskim
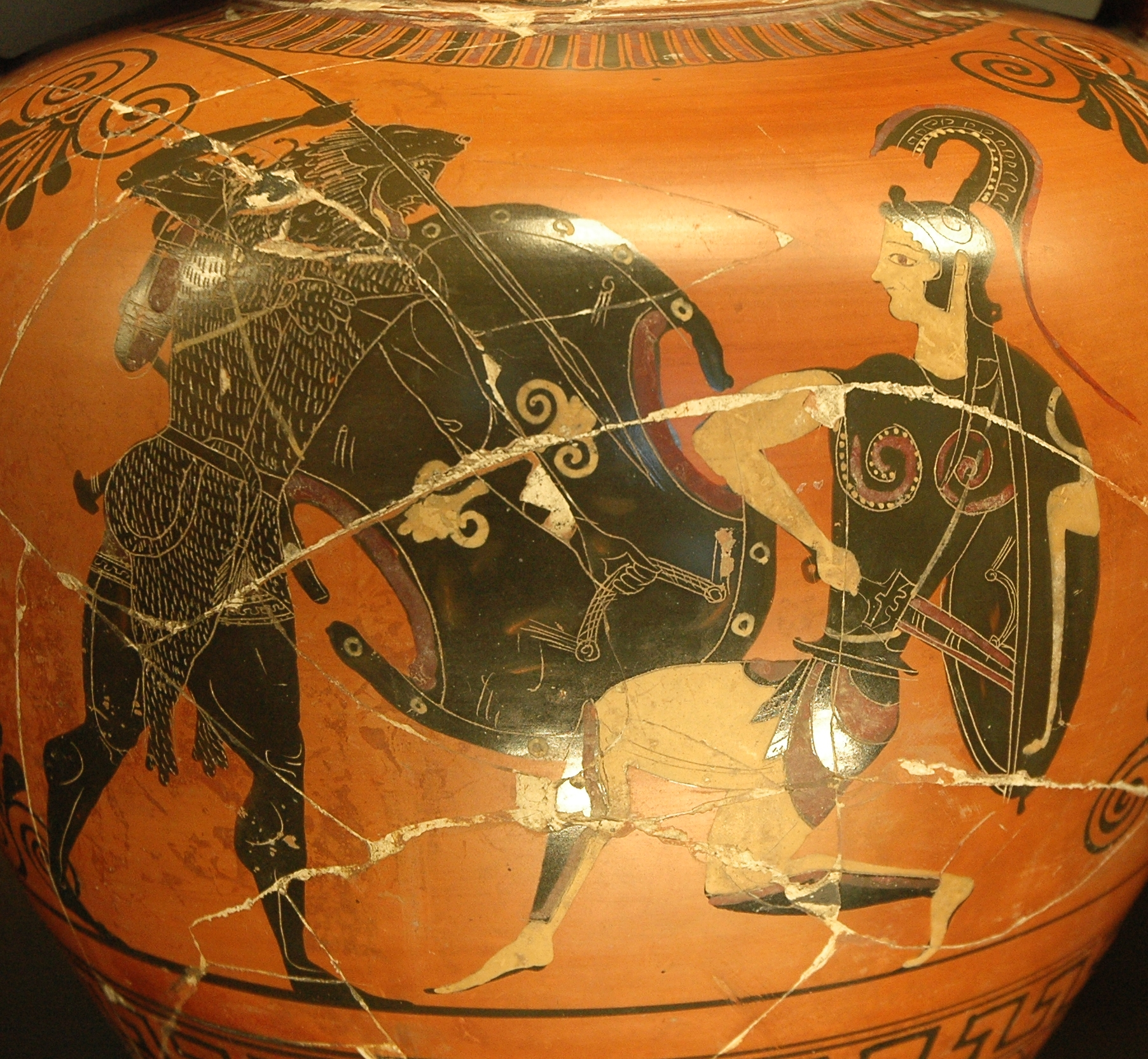
Herakles i Hippolita
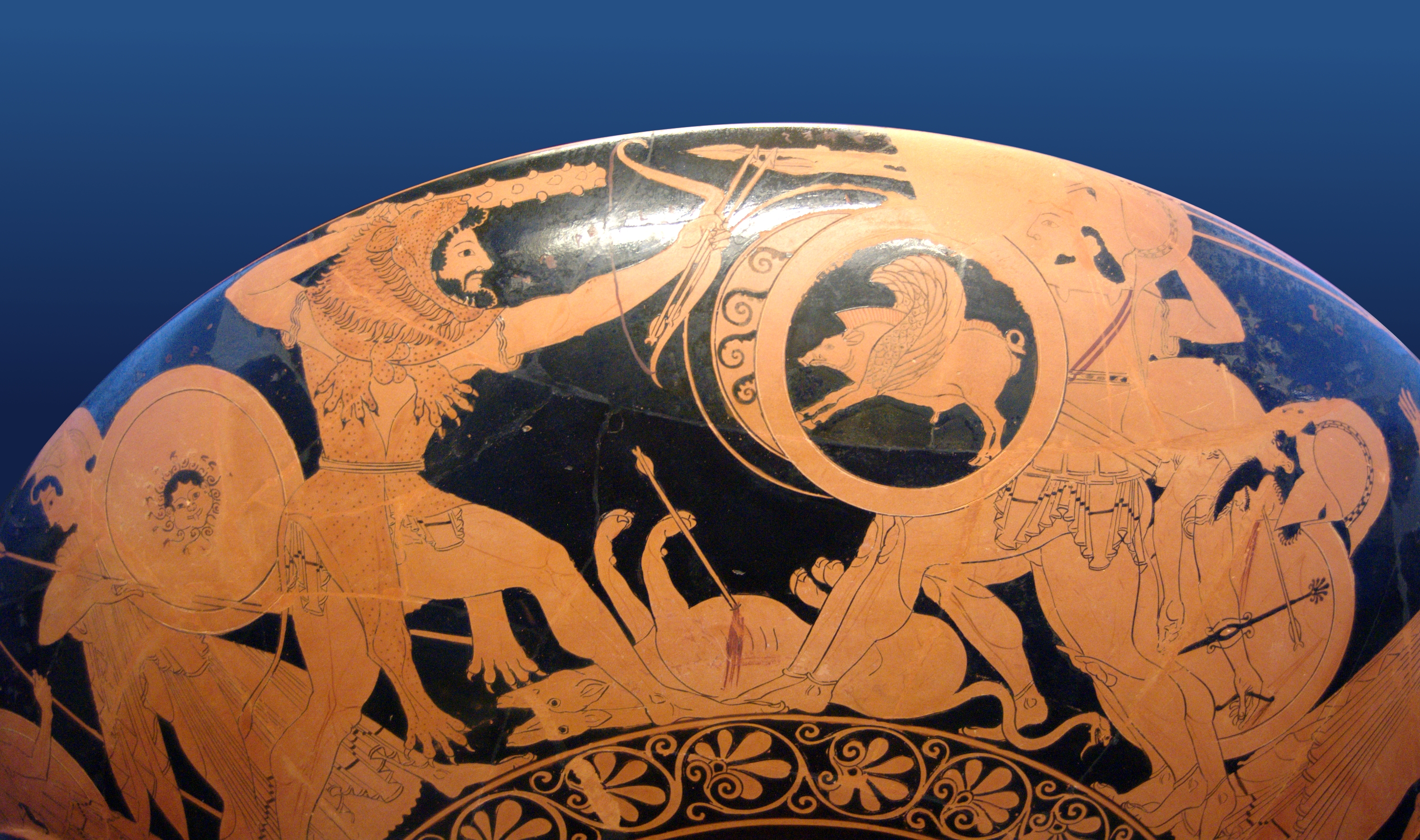
Walka Heraklesa z Gerionem
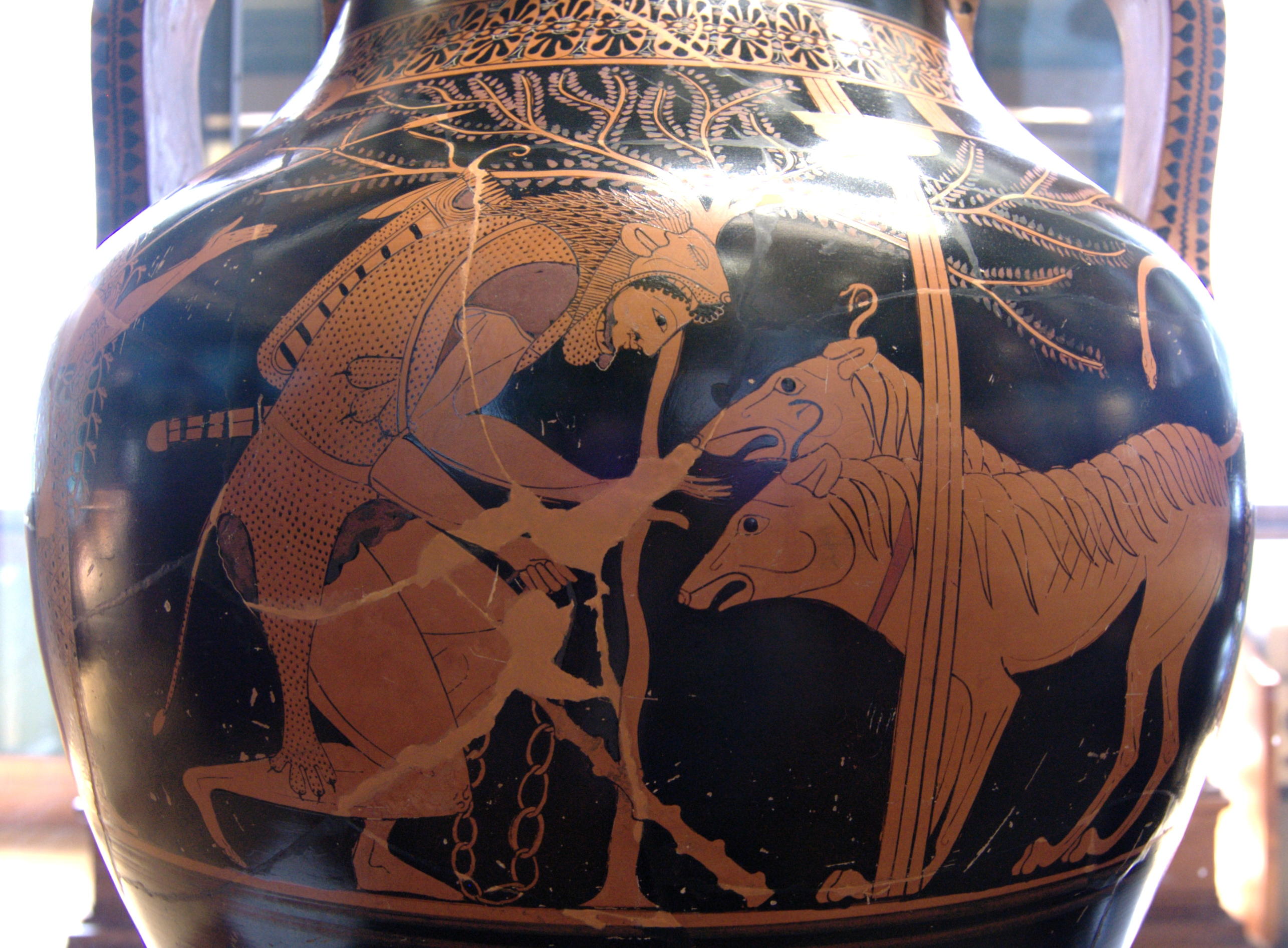
Herakles i Cerber

#### Rzymska mozaika z Llirii (Walencja, Hiszpania)

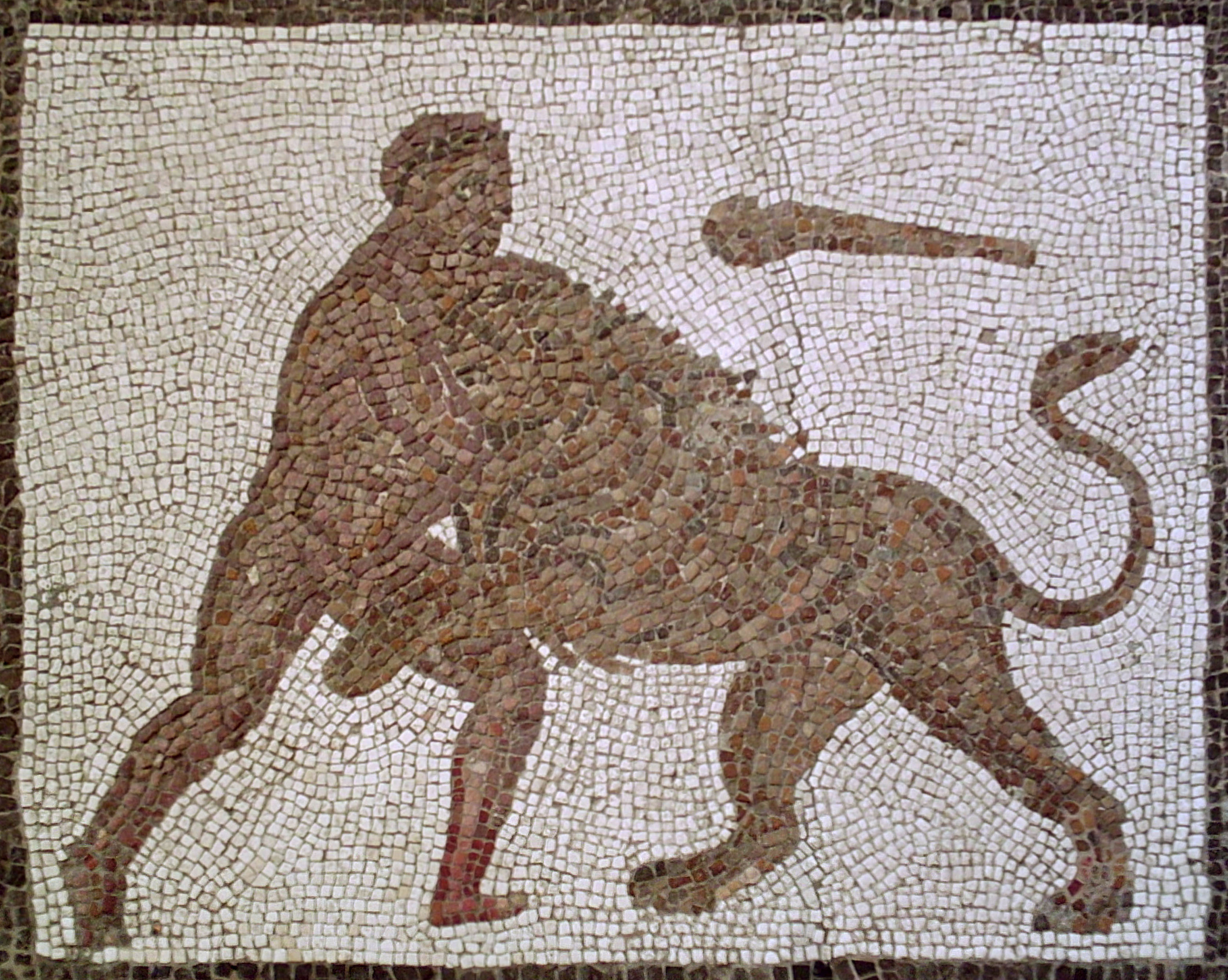
Herakles i lew nemejski
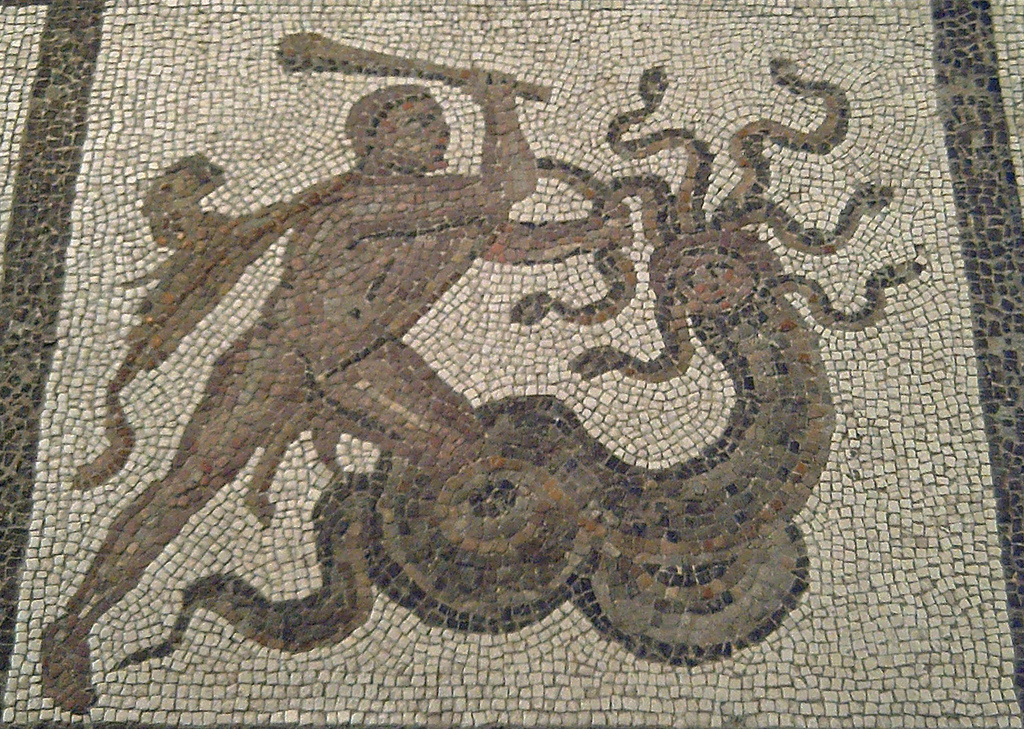
Herakles i hydra lernejska
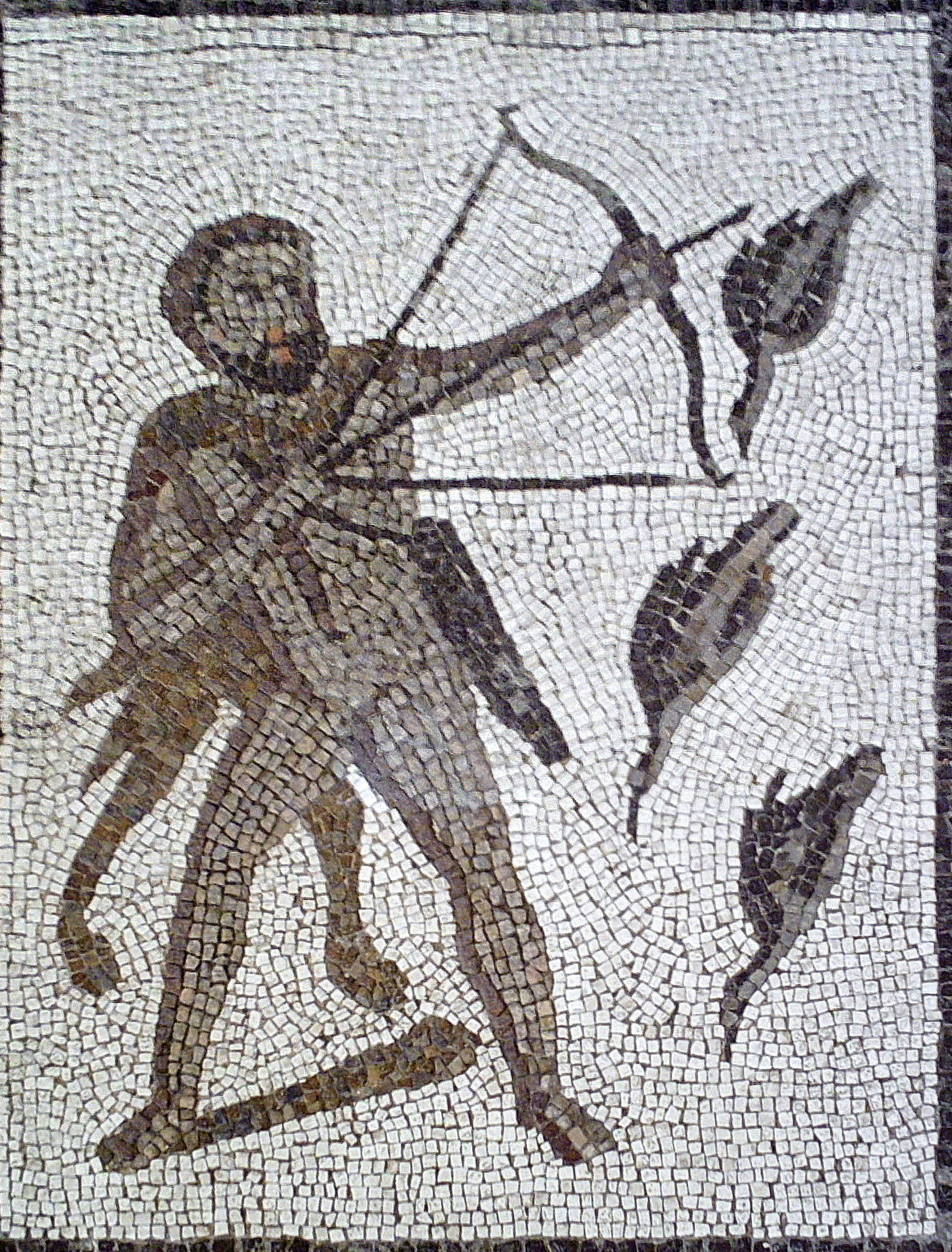
Herakles i ptaki stymfalijskie
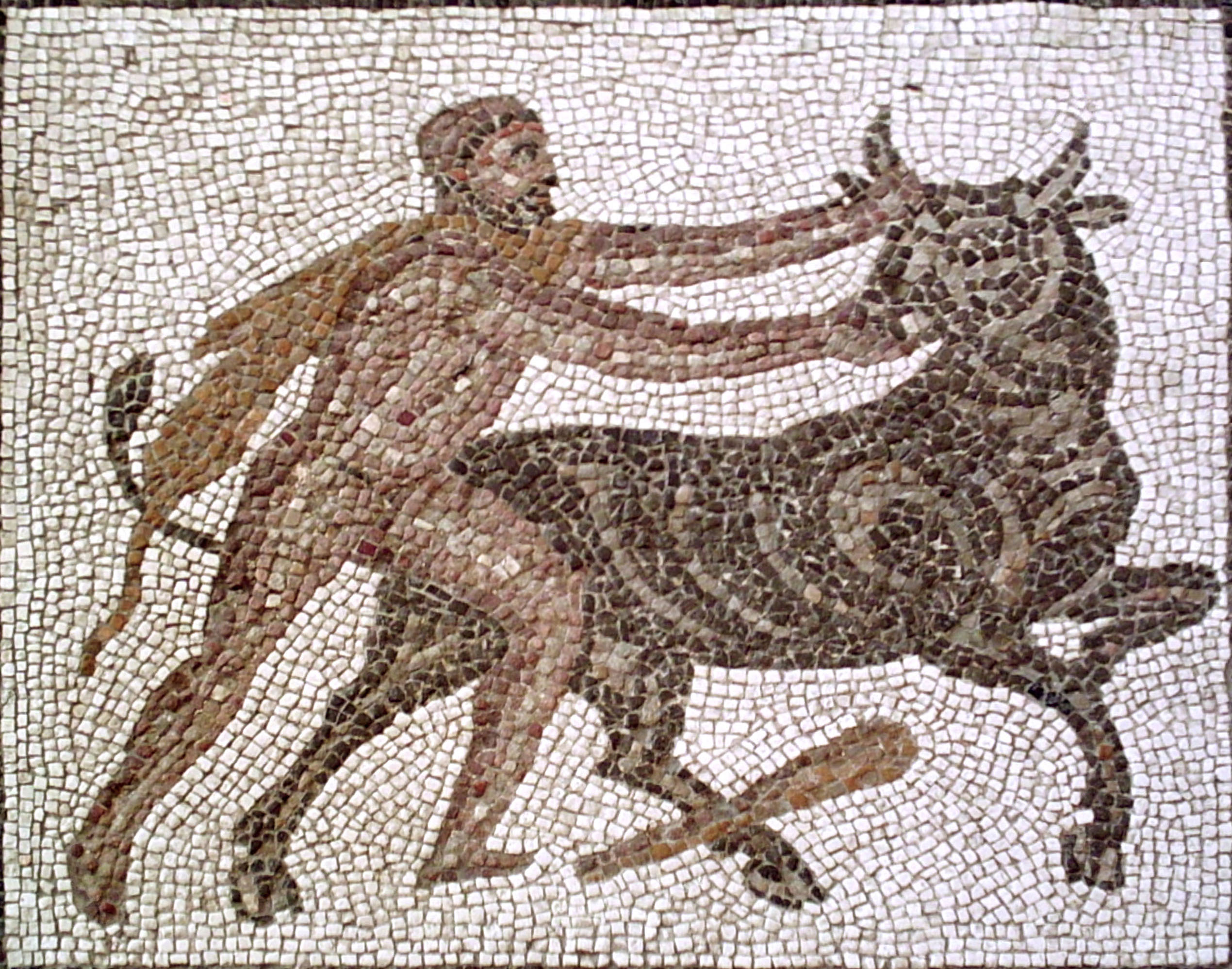
Herakles i byk kreteński
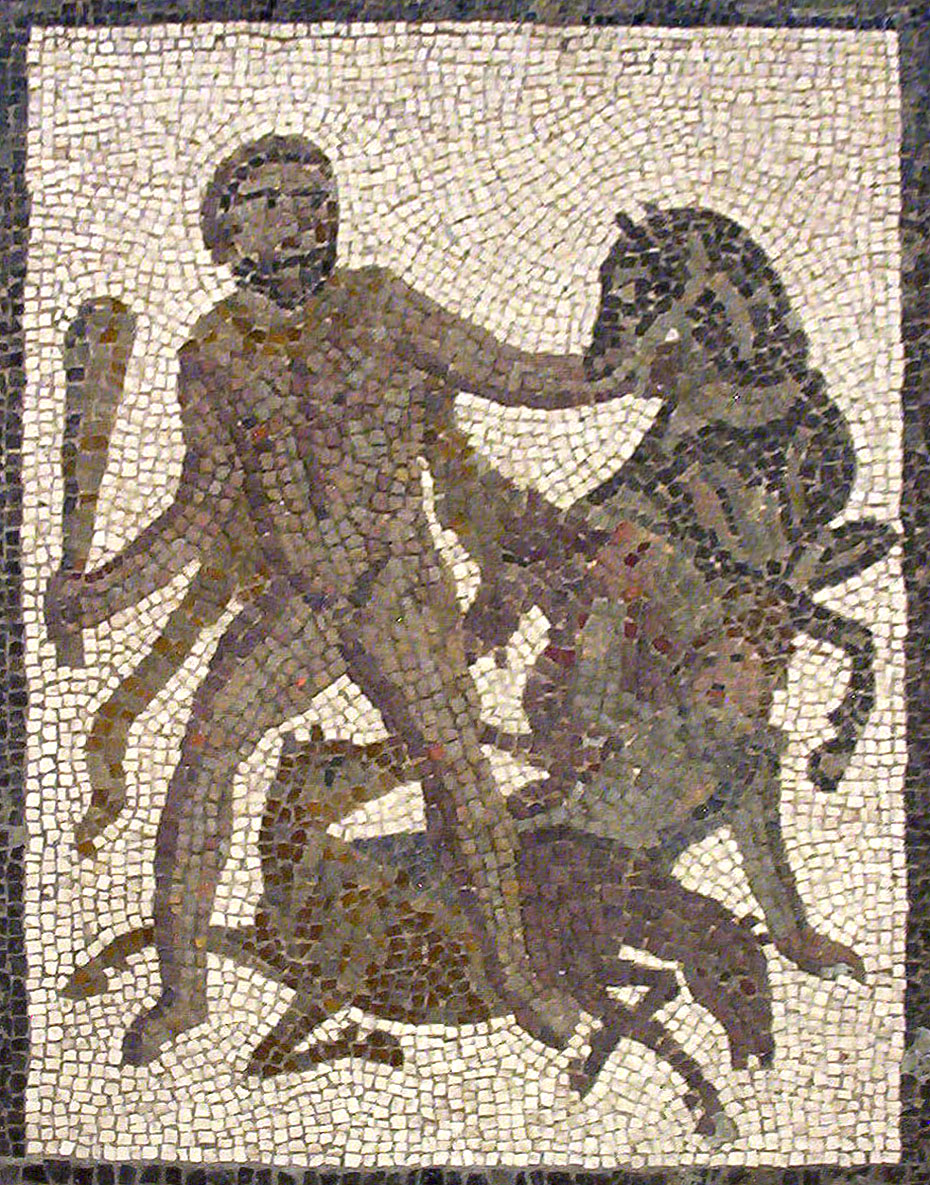
Herakles i klacze Diomedesa
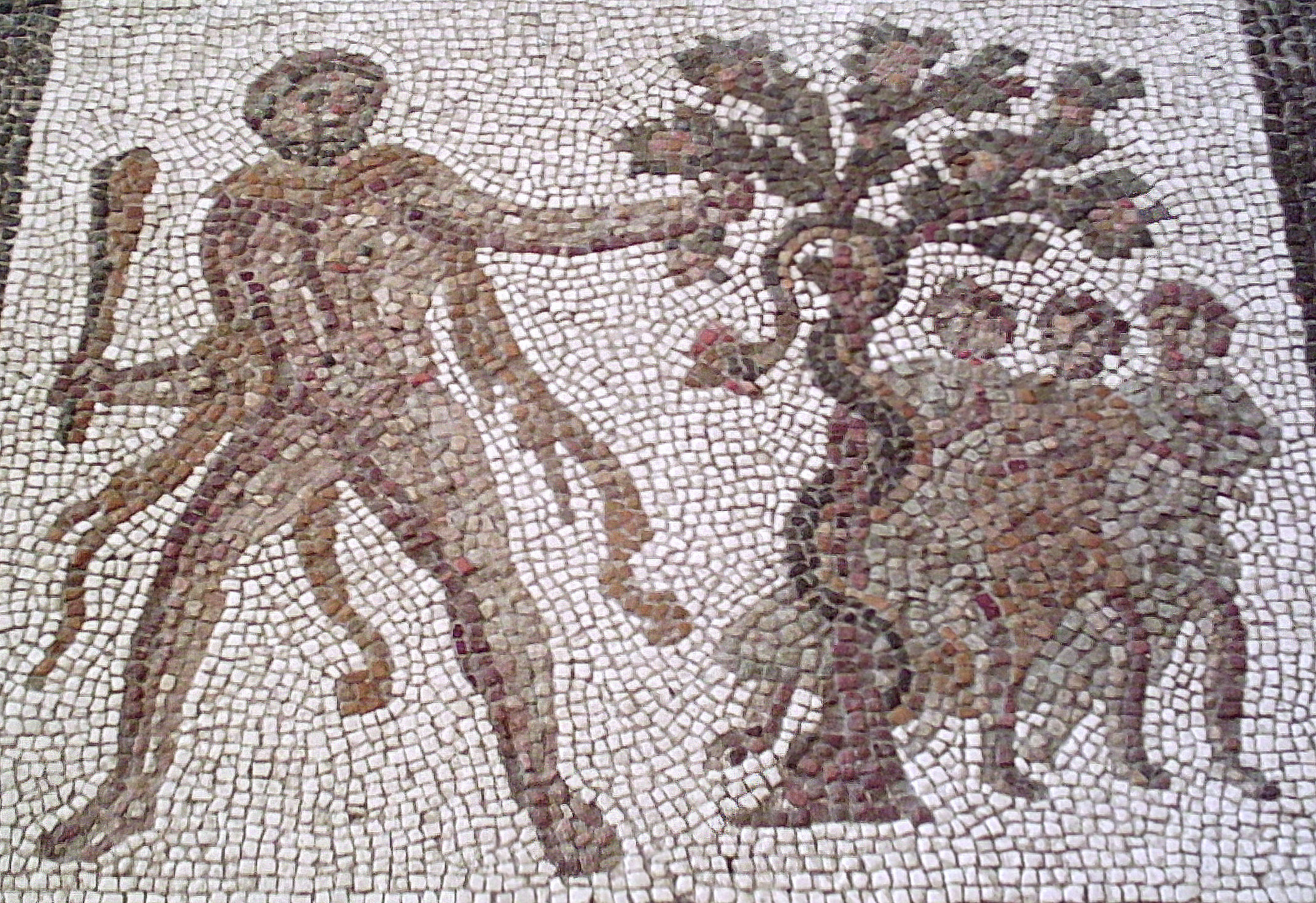
Herakles w sadzie Hesperyd
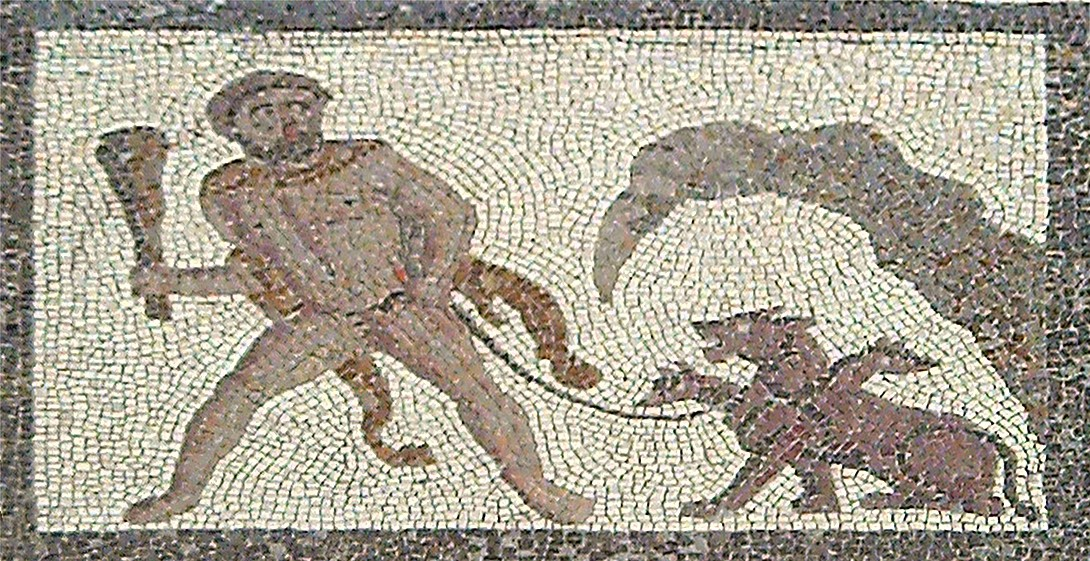
Herakles i Cerber

### Kino i telewizja
W kinematografii najbardziej znany był serial Hercules: The Legendary Journeys (w Polsce: Herkules) z Kevinem Sorbo w roli głównej. Motyw ten był również wykorzystany w filmach animowanych: Herkules Walta Disneya i Dwanaście prac Asteriksa w reżyserii Alberta Uderzo i René Goscinnego. Podróżująca w czasie Myszka Mickey pomogła Herkulesowi ujarzmić Cerbera za pomocą radia.